# Haiti
Haiti, oficialmente a República do Haiti, é um país localizado na ilha de Hispaniola, no Mar do Caribe, a leste de Cuba e Jamaica e ao sul das Bahamas. Ocupa os três oitavos ocidentais da ilha que partilha com a República Dominicana. Haiti é 27 750 quilômetros quadrados de área, sendo o terceiro maior país do Caribe, e tem uma população estimada de 11,4 milhões de pessoas,  tornando-o o país caribenho mais populoso. A capital é Porto Príncipe.
A ilha era originalmente habitada pelos indígenas taínos. Os primeiros europeus chegaram em dezembro de 1492 durante a primeira viagem de Cristóvão Colombo, que fundou o primeiro assentamento europeu nas Américas, a Fortaleza de La Navidad, no que hoje é a costa nordeste do Haiti. A ilha foi reivindicada pela Espanha e fez parte do Império Espanhol até o início do século XVII. Reivindicações e acordos concorrentes levaram a que o oeste da ilha fosse cedido à França em 1697, que foi posteriormente chamada de São Domingos. Os colonos franceses estabeleceram plantações de cana-de-açúcar, trabalhadas por escravos trazidos da África, o que tornou a colônia uma das mais ricas do mundo.
Em plena Revolução Francesa, escravizados, quilombolas e negros livres começaram a Revolução Haitiana (1791–1804), liderada por Toussaint Louverture, um ex-escravo e general do Exército Francês. As forças de Napoleão foram derrotadas pelo sucessor de Louverture, Jean-Jacques Dessalines (mais tarde imperador Jacques I), que declarou a soberania do Haiti em 1 de janeiro de 1804, levando ao massacre de todos os franceses na ilha. O país tornou-se a primeira nação independente da América Latina e do Caribe, a segunda república das Américas, o primeiro país das Américas a acabar com a escravidão e o único país estabelecido por uma revolta de escravos. O presidente Jean-Pierre Boyer tentou expandir a influência haitiana sobre a parte oriental de Hispaniola, o que levou às Guerras Haitiano-Dominicanas. O Haiti reconheceu a independência dominicana em 1867, após a sua declaração em 1844. O primeiro século de independência do Haiti foi caracterizado pela instabilidade política, ostracismo por parte da comunidade internacional e o pagamento de uma dívida exerna paralisante com a França. A volatilidade política e a influência econômica estrangeira levaram os Estados Unidos a ocupar o país entre 1915 e 1934. François 'Papa Doc' Duvalier assumiu o poder em 1957, inaugurando um longo período de governo autocrático continuado por seu filho, Jean-Claude 'Baby Doc' Duvalier, que durou até 1986; o período foi caracterizado pela violência sancionada pelo Estado contra a oposição e civis, corrupção e estagnação econômica. Depois de 1986, o Haiti estabeleceu um sistema político relativamente mais democrático.
O Haiti é membro fundador das Nações Unidas, da Organização dos Estados Americanos (OEA), da Associação dos Estados do Caribe e da Organização Internacional da Francofonia. Além da Comunidade do Caribe, é membro do Fundo Monetário Internacional, da Organização Mundial do Comércio e da Comunidade de Estados Latino-Americanos e Caribenhos. Historicamente muito pobre e politicamente instável, o Haiti tem o Índice de Desenvolvimento Humano mais baixo do continente americano. O país sofreu um golpe de estado em 2004, que levou à intervenção da ONU, bem como um terremoto catastrófico em 2010 que matou mais de 250 mil pessoas e causou um surto de cólera. Com a deterioração da sua situação econômica, o Haiti tem vivido uma crise socioeconômica e política constante, marcada por motins, fome e guerra entre gangues. Em fevereiro de 2023, o Haiti não tinha mais funcionários eleitos no governo e era descrito como um Estado falido.

## Etimologia
Haiti (também anterior Hayti) vem da língua indígena Taíno e significa "terra de altas montanhas"; era o nome nativo de toda a ilha de Hispaniola. O nome foi restaurado pelo revolucionário haitiano Jean-Jacques Dessalines como o nome oficial da São Domingos independente, em homenagem aos antecessores ameríndios.
Em francês, o ï em "Haïti" possui um sinal diacrítico (usado para mostrar que a segunda vogal é pronunciada separadamente, como na palavra naï ve), enquanto o H é silencioso. (Em inglês, esta regra para a pronúncia é muitas vezes desconsiderada, portanto a grafia Haiti é usada.) Existem diferentes anglicizações para sua pronúncia, como HIGH-ti, high-EE-ti e haa-EE-ti, que ainda estão em uso, mas o HAY-ti é o mais difundido e mais bem estabelecido. Em francês, o apelido do Haiti significa "Pérola das Antilhas" (La Perle des Antilles) por causa de sua beleza natural e da quantidade de riqueza que acumulou para o Reino da França.

## História

### Era pré-colombiana

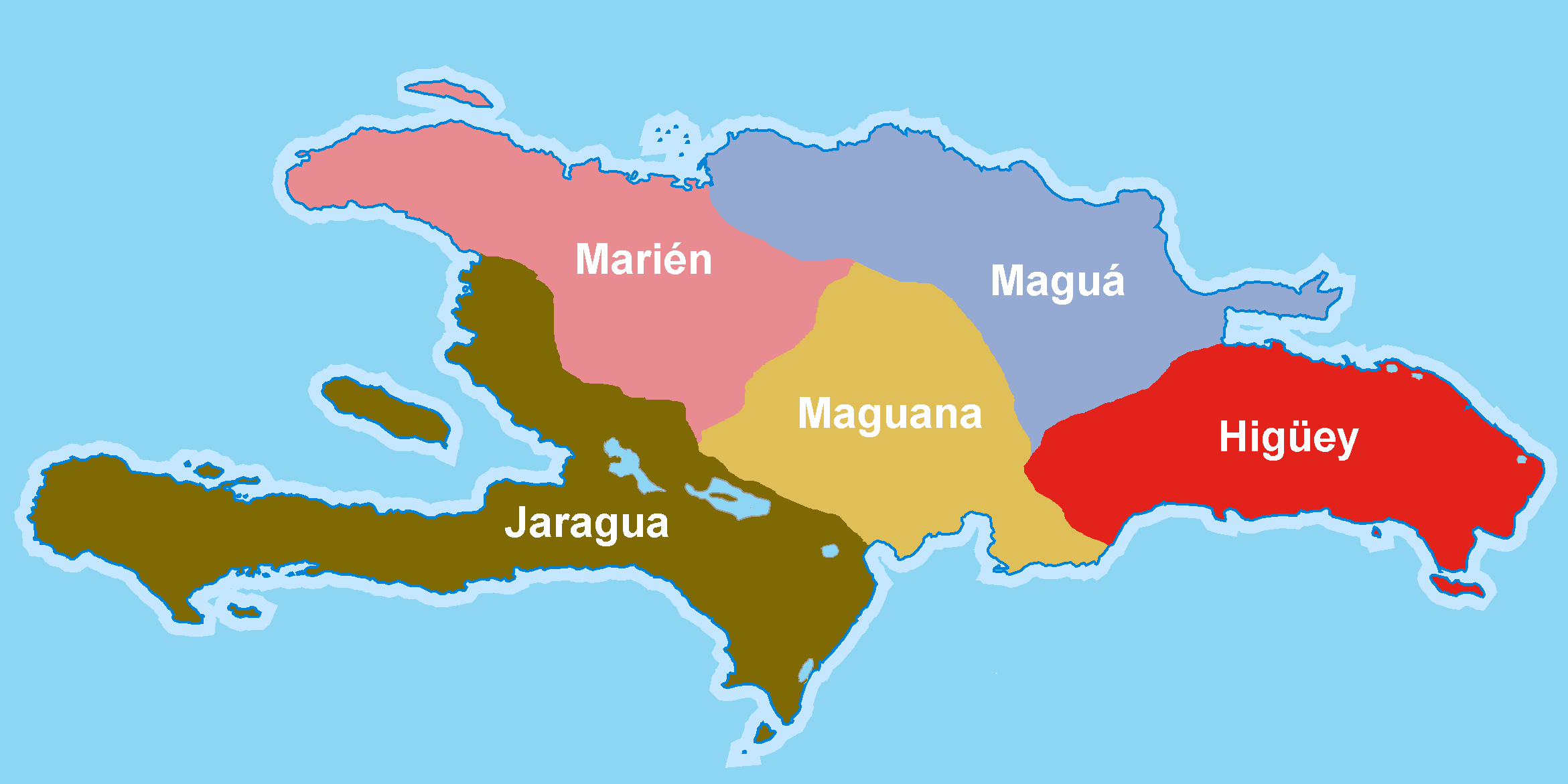
Os cinco domínios de caciques da ilha de Hispaniola na época da chegada de Cristóvão Colombo

A ilha de Hispaniola, da qual o Haiti ocupa os três oitavos ocidentais, é habitada desde cerca de 5.000 a.C. por grupos de nativos americanos que se acredita terem chegado da América Central ou do Sul. Estudos genéticos mostram que alguns desses grupos estavam relacionados com os ianomâmis da Bacia Amazônica. Entre estes primeiros colonizadores estavam os ciboneis, seguidos pelos taínos, falantes de uma língua aruaque, cujos elementos foram preservados no crioulo haitiano. O nome taíno para toda a ilha era Haiti, ou alternativamente Quisqeya.
Na sociedade taíno a maior unidade de organização política era liderada por um cacique, ou como os europeus os entendiam. Por conta disto, a ilha de Hispaniola era dividida entre cinco domínios de 'caciques': Magua no nordeste, Marien no noroeste, Jaragua no sudoeste, Maguana nas regiões centrais e Higüey no sudeste.
Os artefatos culturais taínos incluem pinturas rupestres em vários locais do país, que se tornaram símbolos nacionais e atrações turísticas do Haiti. A moderna cidade de Léogâne, que começou como uma colônia francesa no sudoeste, fica ao lado da antiga capital do cacique de Xaragua.

### Era colonial

#### Domínio espanhol (1492-1625)

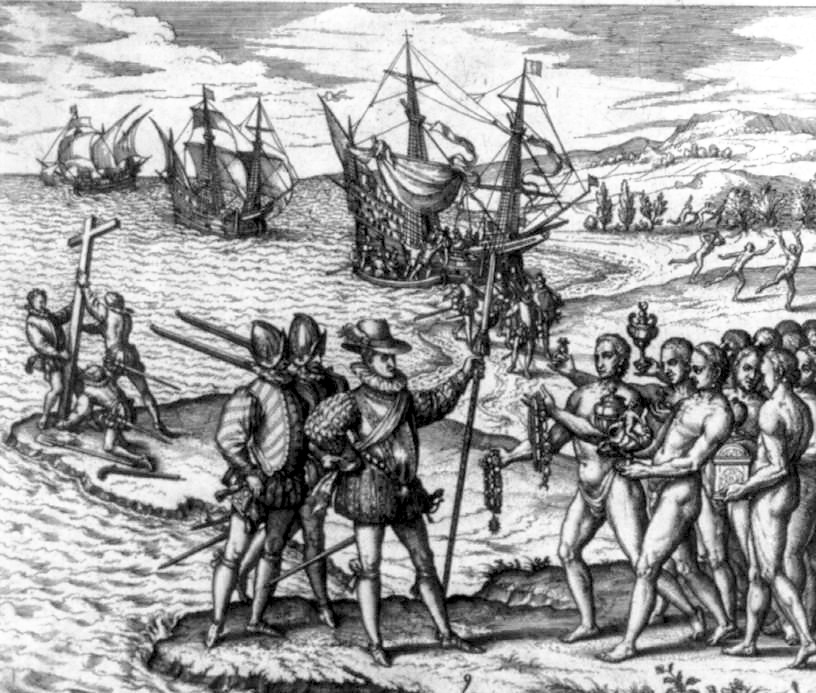
Representação artística de Cristóvão Colombo desembarcando em Hispaniola, gravura de Théodore de Bry

O navegador europeu Cristóvão Colombo desembarcou no Haiti em 6 de dezembro de 1492, em uma área que chamou de Môle-Saint-Nicolas, e reivindicou a ilha para a Coroa de Castela. Dezenove dias depois, seu navio, o Santa María, encalhou perto da atual cidade de Cabo Haitiano. Colombo deixou 39 homens na ilha, que fundaram o assentamento de La Navidad em 25 de dezembro de 1492. As relações com os povos nativos, que foram inicialmente boas, romperam-se e os colonos foram posteriormente mortos pelos taínos.
Os marinheiros europeus carregavam doenças infecciosas endêmicas da Eurásia, causando epidemias que mataram muitos nativos. Por exemplo, a primeira epidemia de varíola registrada nas Américas eclodiu em Hispaniola em 1507. O seu número de indígenas foi ainda mais reduzido pela dureza do sistema de encomienda, no qual os espanhóis obrigavam os nativos a trabalhar em minas de ouro e plantações.
Os espanhóis aprovaram as Leis de Burgos (1512-1513), que proibiam os maus-tratos aos nativos, endossavam a sua conversão ao catolicismo e davam enquadramento jurídico às encomiendas. Os nativos foram trazidos para esses locais para trabalhar em plantações ou manufaturas específicas. 
À medida que os espanhóis reorientaram os seus esforços de colonização na América Central e do Sul, a ilha de Hispaniola foi reduzida a um posto comercial e de reabastecimento. Como resultado, a pirataria tornou-se generalizada na região, incentivada por potências europeias hostis à Espanha, como a França (baseada em Tortuga) e a Inglaterra. Os espanhóis abandonaram em grande parte o terço ocidental da ilha, concentrando o seu esforço de colonização nos dois terços orientais. A parte ocidental da ilha foi assim gradualmente colonizada por bucaneiros franceses; entre eles estava Bertrand d'Ogeron, que teve sucesso no cultivo de tabaco e recrutou muitas famílias francesas que viviam em Martinica e Guadalupe para se mudar para Hispaniola. Em 1697, a França e a Espanha resolveram as suas hostilidades na ilha através do Tratado de Rijswijk de 1697, que dividiu a ilha entre as duas potências europeias.

#### Domínio francês (1625-1804)

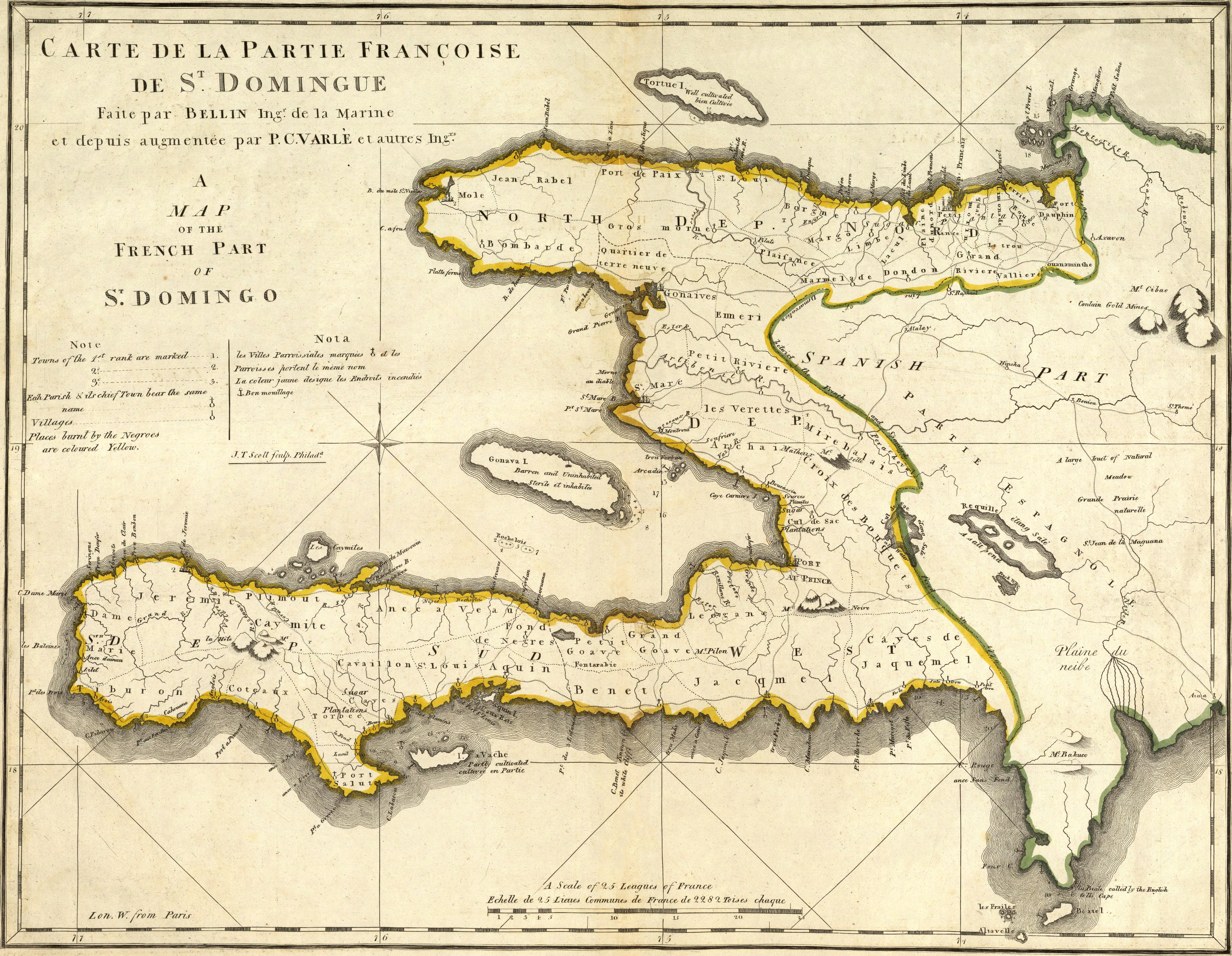
Mapa da colônia francesa de São Domingos (Saint-Domingue)

A França recebeu o terço ocidental e posteriormente nomeou-o Saint-Domingue, o equivalente francês de Santo Domingo, a colônia espanhola em Hispaniola. Os franceses começaram a criar plantações de cana-de-açúcar e café, exploradas por um grande número de escravizados importados da África, e São Domingos cresceu e se tornou possessão colonial francesa mais rica, gerando 40% do comércio exterior da França e o dobro da geração de riqueza de todas as colônias inglesas combinadas.
Os colonos franceses eram superados em número por pessoas escravizadas em uma proporção de quase 10 para 1. De acordo com o censo de 1788, a população haitiana consistia em quase 25 mil europeus, 22 mil negros livres e 700 mil africanos escravizados. Em contraste, em 1763 a população branca do Canadá francês, um território muito maior, contava apenas com 65 mil colonos. No norte da ilha, os escravizados conseguiram manter muitos laços com as culturas, religião e línguas africanas; estes laços eram continuamente renovados pela chegada de novos escravos africanos, alguns dos quais mantiveram as suas crenças tradicionais no vodu, sincretizando-o secretamente com o catolicismo.
Os franceses promulgaram o Code Noir ("Código Negro"), preparado por Jean-Baptiste Colbert e ratificado por Luís XIV, que estabelecia regras sobre o tratamento dos escravos. Saint-Domingue era descrita como uma das colônias escravistas mais brutalmente eficientes; no final do século XVIII fornecia dois terços da produção tropical da Europa, enquanto um terço dos africanos recém-importados morria poucos anos após sua chegada de doenças como varíola e febre tifoide. Tinham taxas de natalidade baixas,  e há evidências de que algumas mulheres abortavam fetos em vez de darem à luz crianças dentro dos laços da escravatura. O meio ambiente da colônia francesa também sofreu, à medida que as florestas foram desmatadas para dar lugar às plantações e o solo foi sobrecarregado para extrair o máximo lucro para os proprietários franceses das plantações.

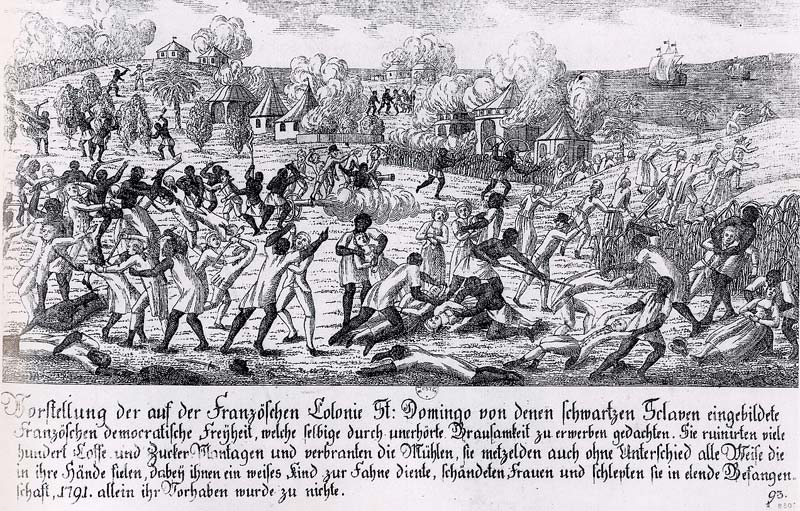
Revolta de escravos em Saint-Domingue em 1791

Tal como na sua colônia da Louisiana, o governo colonial francês permitia alguns direitos para libertar pessoas de cor (gens de couleur), os descendentes mestiços de colonos europeus do sexo masculino e de mulheres africanas escravizadas (e mais tarde, mulheres mestiças). Com o tempo, muitos foram libertados da escravidão e estabeleceram uma classe social separada. Os pais crioulos franceses brancos frequentemente enviavam seus filhos mestiços à França para estudar. Alguns homens de cor foram admitidos no serviço militar. Mais pessoas de cor livres viviam no sul da ilha, perto de Porto Príncipe, e muitas casavam entre si dentro de sua comunidade. Geralmente artesãos e comerciantes, começaram a possuir algumas propriedades, incluindo seus próprios escravos. Com o acúmulo de riquezas, as pessoas de cor livres começaram a exigir que o governo colonial expandisse os seus direitos.
A brutalidade da vida escrava fazia com que muitas pessoas fugissem para regiões montanhosas, onde estabeleceram suas próprias comunidades autônomas e ficaram conhecidas como maroons, um tipo de quilombo. Um líder quilombola, François Mackandal, liderou uma rebelião na década de 1750; no entanto, ele foi posteriormente capturado e executado pelos franceses.

#### Revolução Haitiana (1791-1804)

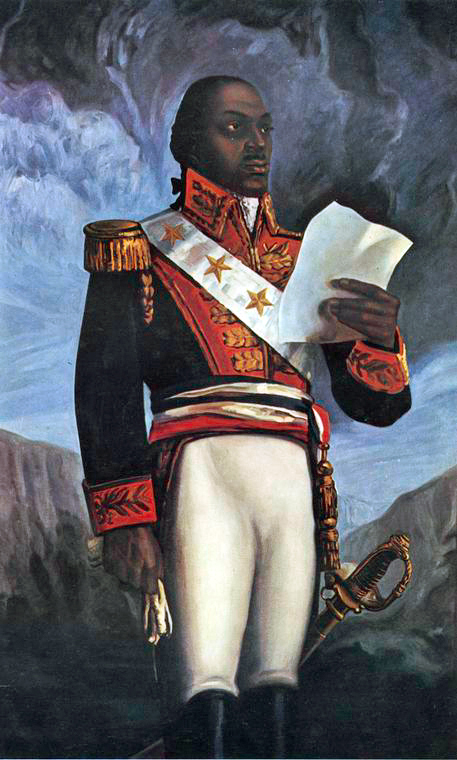
General Toussaint Louverture, líder da Revolução Haitiana

Inspirados pela Revolução Francesa de 1789 e pelos princípios dos direitos do homem, os colonos franceses e as pessoas de cor livres também pressionaram por maior liberdade política e mais direitos civis. As tensões entre estes dois grupos levaram ao conflito, pois uma milícia de pessoas de cor livres foi criada em 1790 por Vincent Ogé, o que resultou na sua captura, tortura e execução. Em agosto de 1791, ao perceberem uma oportunidade, os primeiros exércitos de escravos foram estabelecidos no norte do Haiti sob a liderança de Toussaint Louverture, que havia sido inspirado pelo houngan (sacerdote) vodu Boukman e apoiados pelos espanhóis da colônia vizinha de São Domingos – logo uma rebelião de escravos se espalhou por toda a colônia.
Em 1792, o governo francês enviou três comissários com tropas com o objetivo de restabelecer o controle de sua colônia; para tentar construir uma aliança com as pessoas de cor e as pessoas escravizadas, os comissários Léger-Félicité Sonthonax e Étienne Polverel decidiram abolir a escravidão na colônia. Seis meses depois, a Convenção Nacional, liderada por Maximilien de Robespierre e os jacobinos, endossou a abolição e estendeu-a a todas as colônias francesas.
Os Estados Unidos, que eram eles próprios uma nova república, oscilavam entre apoiar ou não a rebelião de Toussaint Louverture. O primeiro presidente estadunidense, George Washington, que era proprietário de escravos e isolacionista, manteve os Estados Unidos neutros, embora cidadãos estadunidenses por vezes fornecessem ajuda aos proprietários franceses que tentavam reprimir a revolta de escravos. John Adams, o segundo presidente estadunidense e um grande crítico da escravidão, apoiou totalmente a revolta dos escravos haitianos e, a partir de 1798, forneceu reconhecimento diplomático, apoio financeiro, munições e navios de guerra (incluindo o USS Constitution). Este apoio terminou em 1801, quando Thomas Jefferson, outro presidente estadunidense escravista, assumiu o cargo e chamou de volta a Marinha dos Estados Unidos do Haiti.

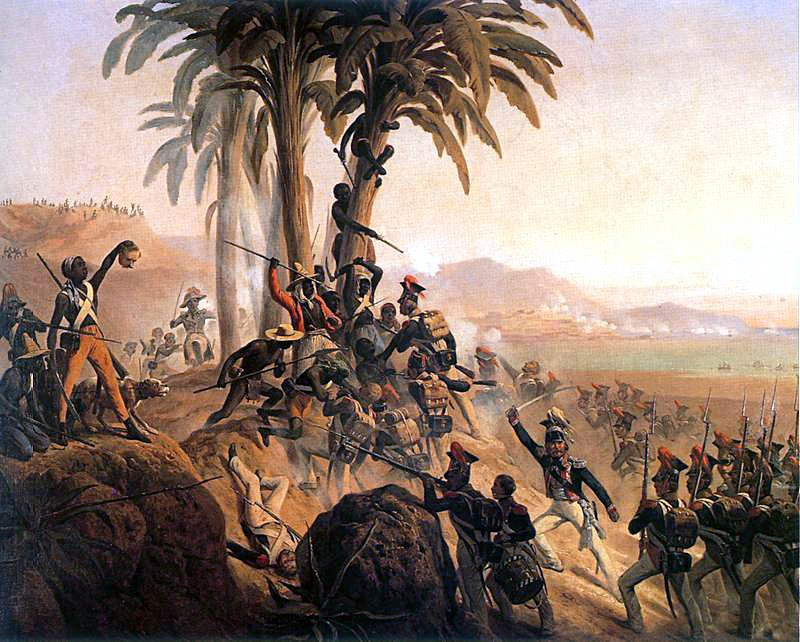
Batalha entre as tropas polonesas ao serviço francês e os rebeldes haitianos. A maioria dos soldados polacos acabou por abandonar o exército francês e lutou ao lado dos haitianos.

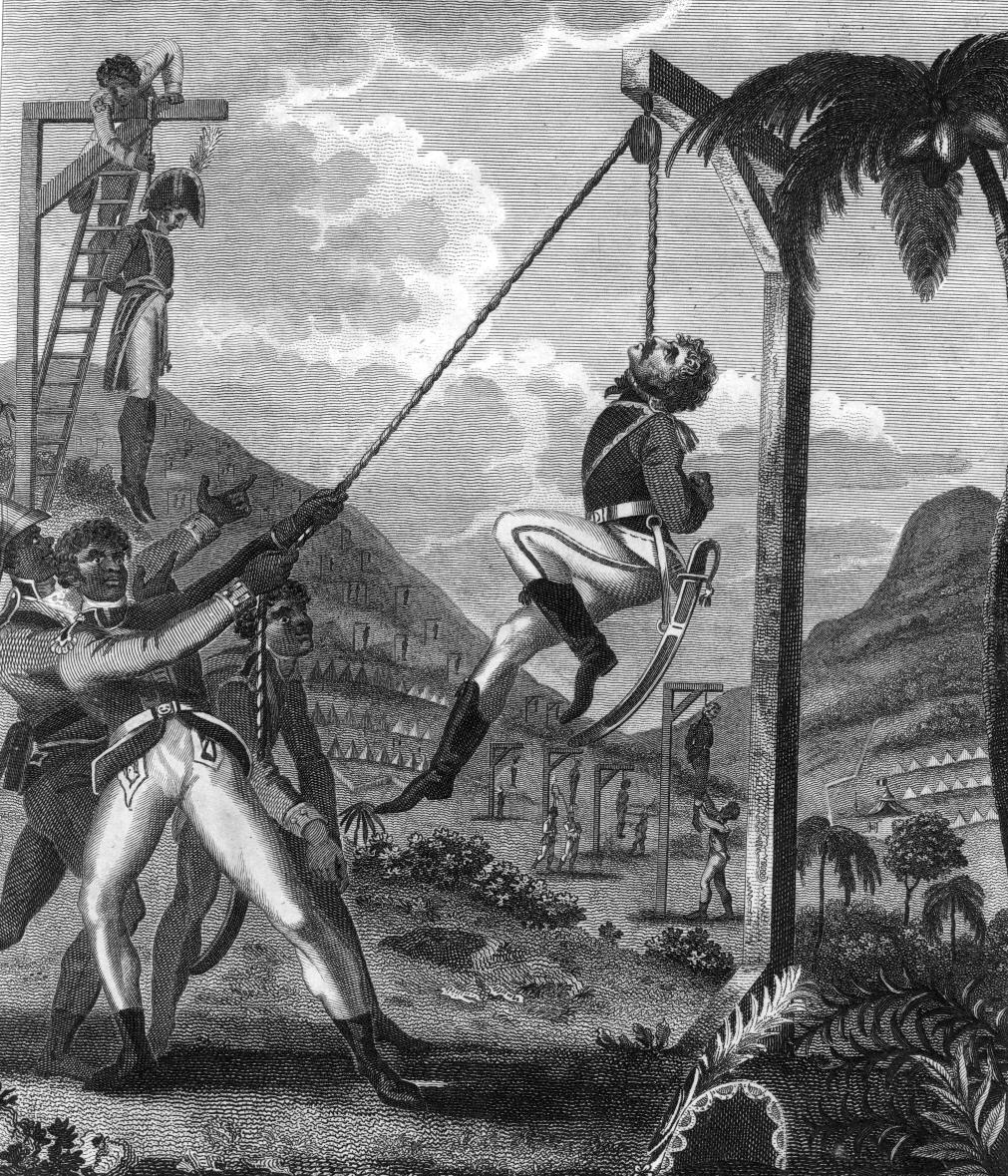
Haitianos enforcando soldados franceses durante a Revolução Haitiana

Com a abolição da escravatura, Louverture jurou lealdade aos franceses e lutou contra os britânicos e espanhóis que se aproveitaram da situação caótica na ilha para invadir Saint-Domingue. Em 1795, os espanhóis foram forçados a ceder a sua parte da ilha à França nos termos da Paz de Basileia, unindo a ilha sob um único governo. No entanto, uma insurgência contra o domínio francês eclodiu no leste e no oeste houve combates entre as forças de Louverture e as pessoas de cor livres lideradas por André Rigaud na Guerra das Facas (1799-1800). O apoio estadunidense aos negros na guerra contribuiu para a sua vitória sobre os mulatos. Mais de 25 mil brancos e negros livres deixaram a ilha como refugiados.
Em 1802, após Louverture criar uma constituição separatista e se autoproclamar governador-geral vitalício, Napoleão Bonaparte em 1802 enviou uma expedição com 20 mil soldados e o mesmo número de marinheiros sob o comando de seu cunhado, Charles Leclerc, para reafirmar o controle colonial francês. Os franceses conseguiram algumas vitórias, mas em poucos meses a maior parte do seu exército morreu de febre amarela. No final das contas, mais de 50 mil soldados franceses morreram na tentativa de retomar a colônia, incluindo 18 generais. Os franceses conseguiram capturar Louverture, transportando-o para França para julgamento. Ele foi preso em Fort de Joux, onde morreu em 1803, possivelmente de tuberculose.
Escravos, juntamente com as pessoas de cor livres e aliados, continuaram a sua luta pela independência, liderados pelos generais Jean-Jacques Dessalines, Alexandre Pétion e Henry Christophe. Os rebeldes finalmente conseguiram derrotar de forma decisiva as tropas francesas na Batalha de Vertières, em 18 de novembro de 1803, tornando-se a primeira nação da história a obter a independência com sucesso através de uma revolta de escravos. Sob o comando geral de Dessalines, os exércitos haitianos evitaram uma batalha aberta e, em vez disso, conduziram uma campanha de guerrilha bem-sucedida contra as forças napoleônicas, que já haviam sido afetadas por doenças como a febre amarela. Mais tarde naquele ano, a França retirou os 7 mil soldados restantes  da ilha e Napoleão desistiu da sua ideia de restabelecer um império norte-americano, vendendo a colônia da Luisiana aos Estados Unidos, no evento histórico conhecido como Compra da Luisiana.
Ao longo da revolução, cerca de 20 mil soldados franceses sucumbiram à febre amarela, enquanto outros 37 mil foram mortos em combate, excedendo o total de soldados franceses mortos em combate em várias campanhas coloniais do século XIX na Argélia, México, Indochina, Tunísia e África Ocidental, que resultou em aproximadamente 10 mil soldados franceses mortos em combate combinados. Os britânicos sofreram 100 mil baixas. Além disso, 350 mil haitianos ex-escravizados morreram. No processo, Dessalines tornou-se indiscutivelmente o comandante militar de maior sucesso na luta contra a França napoleônica.

### Haiti independente

#### Primeiro Império (1804-1806)

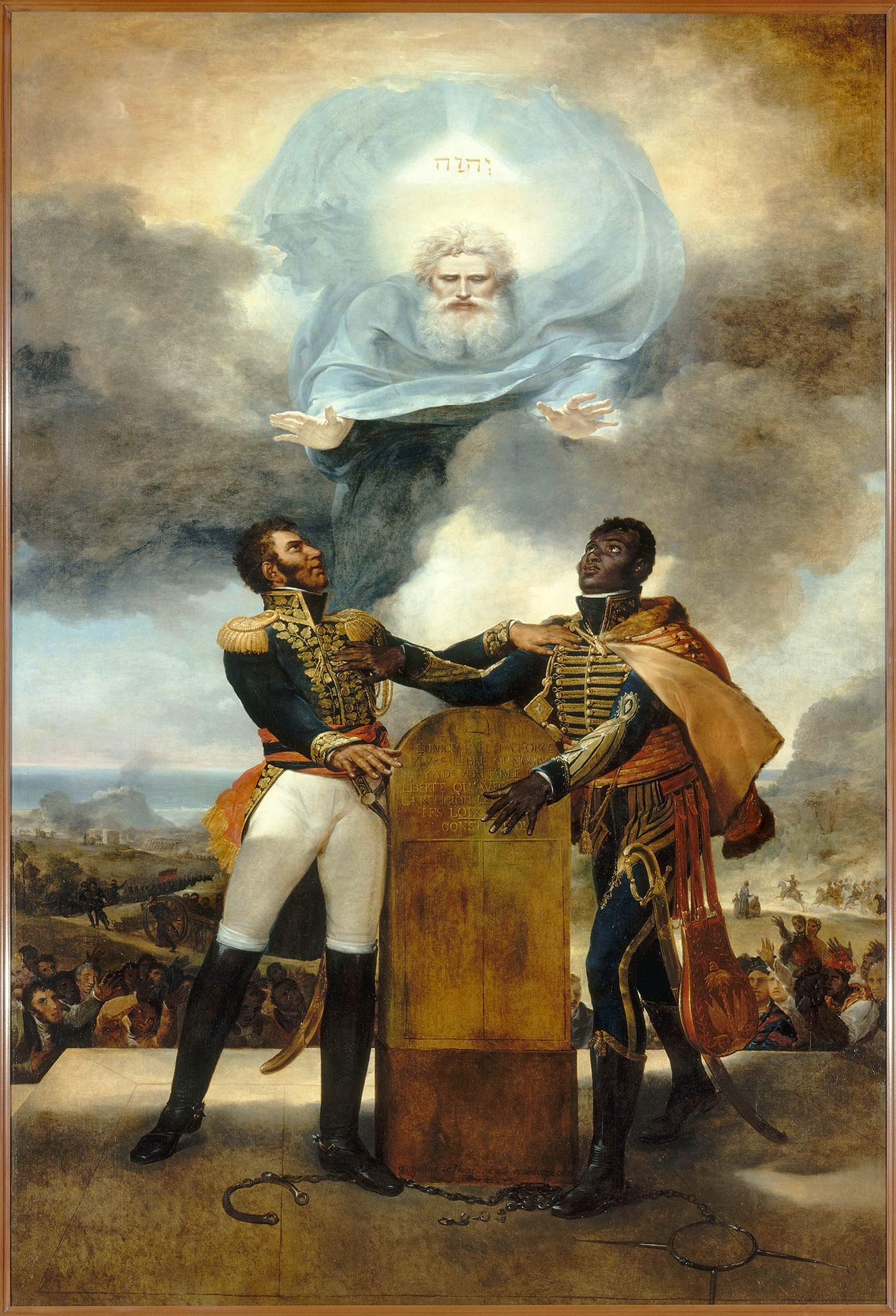
Pétion e Dessalines jurando lealdade; pintura de Guillon-Lethière

A independência de Saint-Domingue foi proclamada sob o nome nativo de 'Haiti' por Jean-Jacques Dessalines em 1 de janeiro de 1804 na cidade de Gonaïves, quando foi proclamado "Imperador Vitalício" por suas tropas. Inicialmente, Dessalines ofereceu proteção à população de brancos restante.
No entanto, uma vez no poder, ele ordenou o genocídio de quase todos os homens, mulheres e crianças brancos; entre janeiro e abril de 1804, cerca de 3 mil a 5 mil brancos foram mortos, incluindo aqueles que eram amigáveis e solidários com a população negra. Apenas três categorias de pessoas brancas foram selecionadas como exceções e poupadas: soldados poloneses, a maioria dos quais desertaram do exército francês e lutaram ao lado dos rebeldes haitianos; o pequeno grupo de colonos alemães convidados para viver na região noroeste do país; e um grupo de médicos e profissionais. Pessoas com ligações a oficiais do exército haitiano, bem como as mulheres que concordaram em casar com homens não-brancos, também foram poupados da morte.
Temeroso do impacto potencial que a rebelião escrava poderia ter nos estados escravistas dos Estados Unidos, o então presidente estadunidense, Thomas Jefferson, recusou-se a reconhecer a nova república. Os políticos do Sul, que constituíam um poderoso bloco eleitoral no Congresso dos Estados Unidos, impediram o reconhecimento da soberania haitiana durante décadas, até se retirarem da federação em 1861 para formar a Confederação.

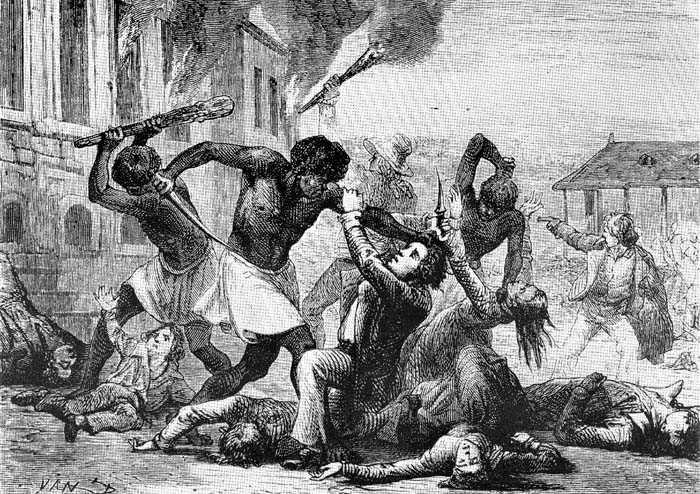
Representação do Massacre de 1804 no Haiti

A revolução levou a uma onda de emigração. Em 1809, 9 mil refugiados de Saint-Domingue, tanto proprietários brancos como pessoas de cor livres, estabeleceram-se massivamente em Nova Orleães, o que duplicou a população da cidade. Eles haviam sido expulsos do seu refúgio inicial em Cuba pelas autoridades espanholas. Além disso, os escravizados recém-chegados também aumentaram a população africana da cidade.

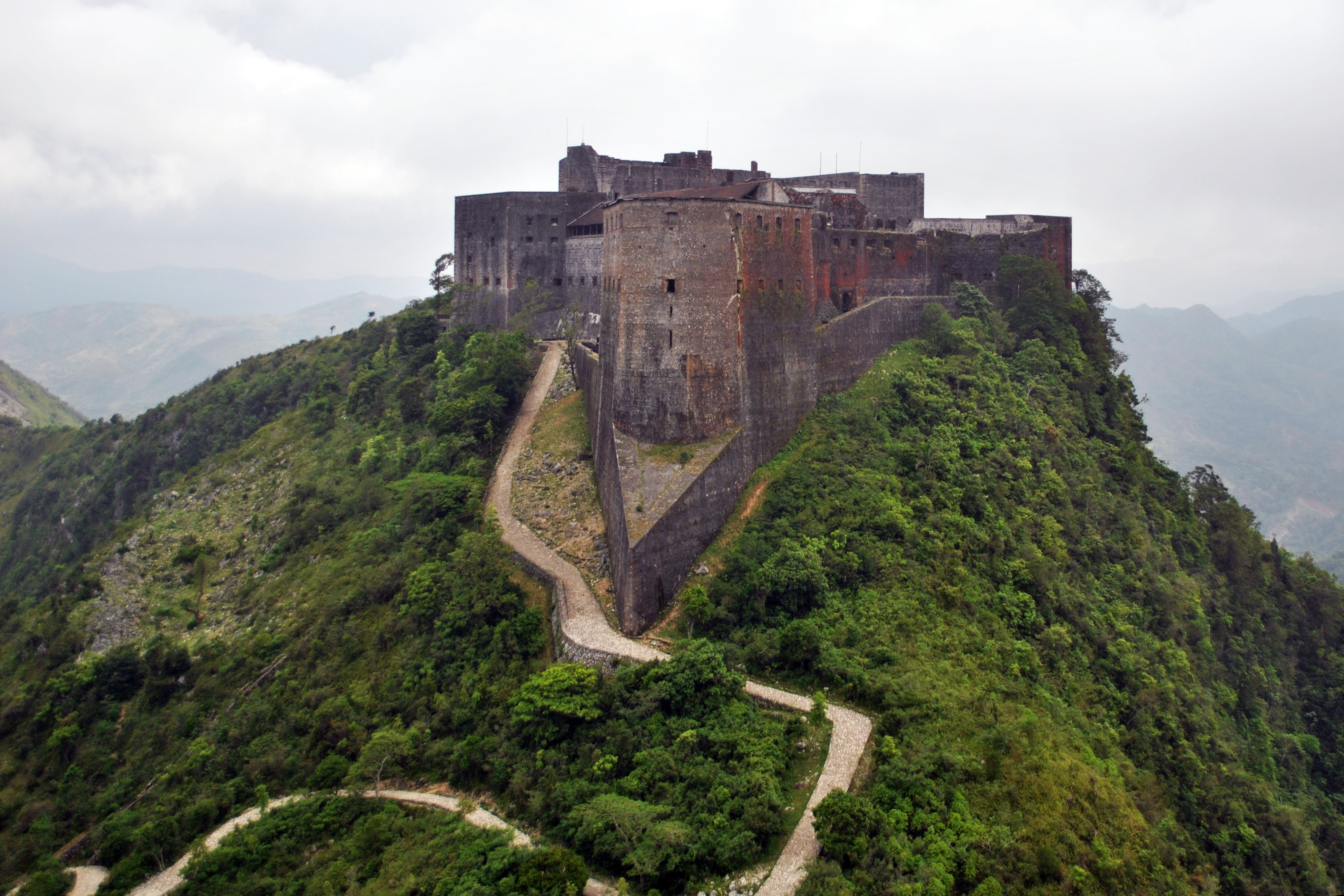
Citadelle Laferrière, construída entre 1805 e 1822, é a maior fortaleza das Américas e é considerada localmente uma oitava maravilha do mundo

O sistema de plantation foi restabelecido no Haiti, embora em termos salariais; no entanto, muitos haitianos foram marginalizados e ressentiram-se da forma severa como isto foi aplicado pela nova nação. O movimento rebelde se dividiu e Dessalines foi assassinado por rivais em 17 de outubro de 1806.

#### Estado, Reino e República (1806-1820)
Após a morte de Dessalines, o Haiti foi dividido em dois, com o Reino do Haiti no norte dirigido por Henri Christophe, mais tarde declarando-se Henri I, e uma república no sul centrada em Porto Príncipe e liderada por Alexandre Pétion, um homme de couleur (pessoa de cor).
Christophe estabeleceu um sistema de corveia semifeudal, com uma educação rígida e um código econômico. A república de Pétion era menos absolutista e ele iniciou uma série de reformas agrárias que beneficiaram a classe camponesa. Pétion também prestou assistência militar e financeira ao líder revolucionário Simón Bolívar, que foram fundamentais para lhe permitir libertar o Vice-Reino de Nova Granada. Enquanto isso, os franceses, que tinham conseguido manter um controle precário do leste de Hispaniola, foram derrotados pelos insurgentes liderados por Juan Sánchez Ramírez, com a área retornando ao domínio espanhol em 1809 após a Batalha de Palo Hincado.

#### Unificação de Hispaniola (1821-1844)
A partir de 1821, o presidente Jean-Pierre Boyer, também homme de couleur e sucessor de Pétion, reunificou a ilha após o suicídio de Henry Christophe. Depois que Santo Domingo declarou sua independência do Império Espanhol em 30 de novembro de 1821, Boyer invadiu a antiga colônia espanhola, com o objetivo de unir toda a ilha pela força e acabar com a escravidão também em Santo Domingo.

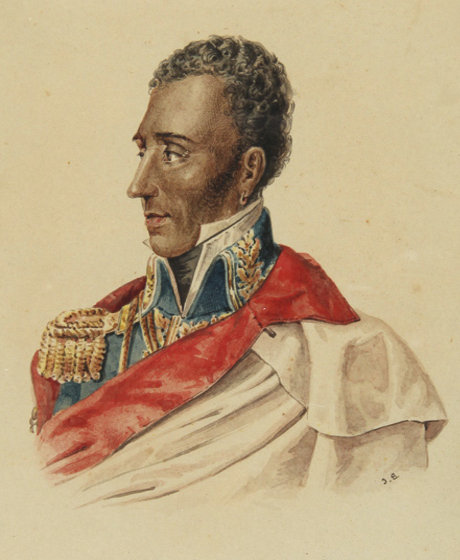
Jean-Pierre Boyer, governante do Haiti entre 1818 e 1843

Lutando para reviver a economia agrícola para produzir culturas mercantis, Boyer aprovou o Código Rural, que negava aos trabalhadores camponeses o direito de deixar as zonas rurais, entrar nas cidades ou obter fazendas ou lojas próprias, causando grande ressentimento entre os camponeses.
A partir de setembro de 1824, mais de 6 mil afro-americanos migraram para o Haiti, com transporte pago por um grupo filantrópico estadunidense de função semelhante à American Colonization Society e seus esforços na Libéria.
Em julho de 1825, o rei Carlos X da França, durante um período de restauração da monarquia francesa, enviou uma frota para reconquistar o Haiti. Sob pressão, o presidente Boyer concordou com um tratado pelo qual a França reconhecia formalmente a independência da nação em troca do pagamento de uma dívida no valor de 150 milhões de francos. Por despacho de 17 de abril de 1826, o rei francês renunciou aos seus direitos de soberania e reconheceu formalmente a independência do Haiti. Os pagamentos forçados à França prejudicaram o crescimento econômico do Haiti durante décadas, exacerbados pelo fato de muitas nações ocidentais terem continuado a recusar o reconhecimento diplomático formal à soberania haitiana. O Reino Unido reconheceu a independência do Haiti em 1833, enquanto os Estados Unidos fizeram o mesmo apenas em 1862. O Haiti contraiu empréstimos pesados junto de bancos ocidentais, a taxas de juro extremamente elevadas, para pagar a dívida com a França. Embora o valor das reparações tenha sido reduzido para 90 milhões em 1838, em 1900, 80% dos gastos do governo haitiano eram voltado para o pagamento da dívida e o país não terminou de pagá-la até o ano de 1947.

#### Perda da porção espanhola da ilha
Depois de perder o apoio da elite haitiana, Boyer foi deposto em 1843, sendo substituído por Charles Rivière-Hérard como presidente. As forças nacionalistas dominicanas no leste de Hispaniola lideradas por Juan Pablo Duarte tomaram o controle de Santo Domingo em 27 de fevereiro de 1844. As forças haitianas, despreparadas para um levante significativo, capitularam diante dos rebeldes, encerrando efetivamente o domínio haitiano no leste de Hispaniola. Em março, Rivière-Hérard tentou reimpor sua autoridade, mas os dominicanos infligiram pesadas perdas.

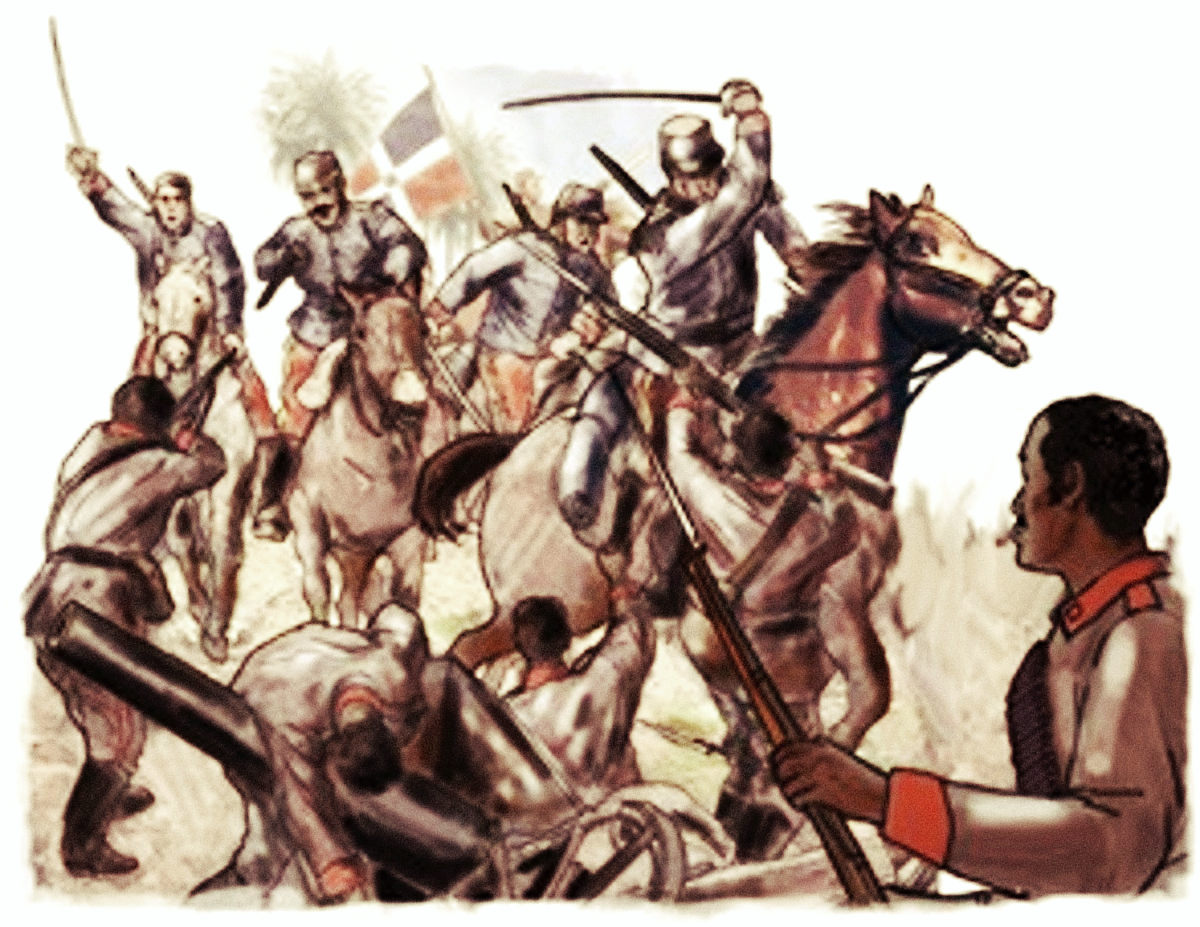
Soldados dominicanos lutando contra haitianos durante a Guerra de Independência da República Dominicana

Rivière-Hérard foi destituído do cargo pela hierarquia mulata e substituído pelo idoso general Philippe Guerrier, que assumiu a presidência em 3 de maio de 1844. Guerrier morreu em abril de 1845 e foi sucedido pelo general Jean-Louis Pierrot, cuja tarefa mais urgente como novo presidente era conter as incursões de dominicanos que hostilizavam as tropas haitianas. Canhoneiras dominicanas também faziam depredações no litoral haitiano. Pierrot decidiu abrir uma campanha contra os dominicanos, que considerava apenas insurgentes; no entanto, a ofensiva haitiana de 1845 foi interrompida ainda na fronteira.
Em 1º de janeiro de 1846, Pierrot anunciou uma nova campanha militar para reimpor a suserania haitiana sobre o leste da Hispaniola, mas seus oficiais e homens receberam esta nova convocação com desprezo. Assim, um mês depois – em fevereiro de 1846 – quando Pierrot ordenou às suas tropas que marchassem contra os dominicanos, o exército haitiano amotinou-se e os soldados proclamaram a deposição de Pierrot como presidente da república. Com a guerra contra os dominicanos tornando-se muito impopular no Haiti, estava além do poder do novo presidente, o general Jean-Baptiste Riché, encenar outra invasão contra o leste hispanófono da ilha de Hispaniola.

#### Segundo Império (1849-1859)

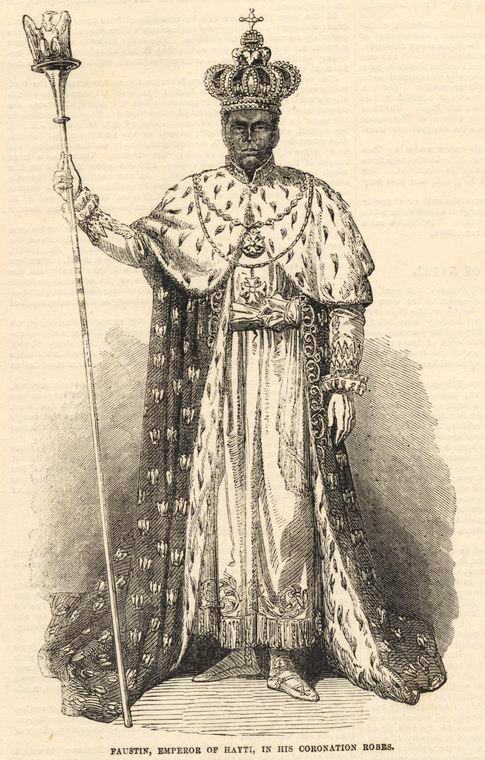
Faustino I do Haiti, do The Illustrated London News, 16 de fevereiro de 1856

Em 27 de fevereiro de 1847, o presidente Riché morreu após apenas um ano no poder e foi substituído por um oficial obscuro, o general Faustin Soulouque. Durante os primeiros dois anos da administração de Soulouque, as conspirações e a oposição que ele enfrentou para manter o poder foram tão múltiplas que os dominicanos tiveram mais espaço para consolidarem a sua independência. No entanto, em 1848, quando a França finalmente reconheceu a República Dominicana como um Estado livre, soberano e independente e assinou provisoriamente um tratado de paz, amizade, comércio e navegação com os dominicados, o Haiti protestou imediatamente, alegando que o tratado era um ataque à sua própria segurança. Diante disto, Soulouque decidiu invadir a nova República Dominicana antes que o governo francês pudesse ratificar o tratado.
Em 21 de março de 1849, soldados haitianos atacaram a guarnição dominicana na cidade de Las Matas. Os desmoralizados defensores quase não ofereceram resistência antes de abandonarem as armas. Soulouque pressionou, capturando San Juan. Isto deixou apenas a cidade de Azua como o reduto dominicano remanescente entre o exército haitiano e a capital Santo Domingo. Em 6 de abril, Azua caiu diante do exército haitiano de 18 mil homens, com um contra-ataque dominicano de 5 mil homens que não conseguiu derrotar os invasores. O caminho para a capital dominicana estava agora livre para o haitianos. Mas a notícia do descontentamento existente em Porto Príncipe, que chegou a Soulouque, impediu o seu progresso e fez com que regressasse com o exército à sua capital.
Encorajados pela retirada repentina do exército haitiano, os dominicanos contra-atacaram. A sua flotilha foi até Dame-Marie, na costa oeste do Haiti, cidade que saquearam e incendiaram. Após outra campanha militar haitiana em 1855, o Reino Unido e a França intervieram e obtiveram um armistício em nome dos dominicanos, que declararam a sua independência.
Os sofrimentos suportados pelos soldados durante a campanha de 1855 e as perdas e sacrifícios infligidos ao país sem qualquer compensação ou qualquer resultado prático provocaram grande descontentamento entre a população haitiana. Em 1858, começou uma revolução, liderada pelo general Fabre Geffrard, que em dezembro daquele ano derrotou o Exército Imperial e assumiu o controle da maior parte do país.

#### Final do século XIX - início do século XX

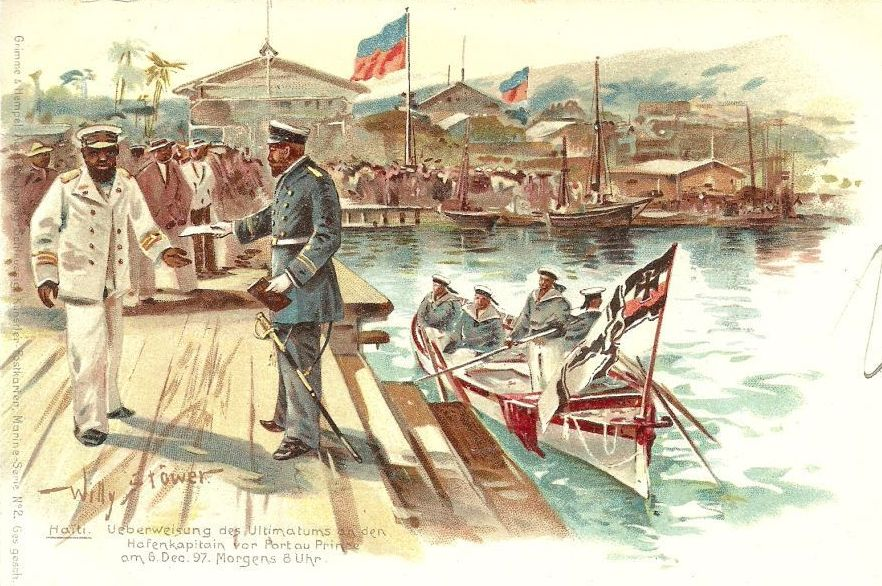
Capitão alemão Thiele do Charlotte entregando o ultimato alemão em 6 de dezembro de 1897 durante o Caso Lüders

O imperador abdicou do trono em 15 de janeiro de 1859. Faustin foi levado para o exílio e o general Geffrard o sucedeu como presidente. O período que se seguiu à derrubada de Soulouque até a virada do século foi turbulento para o Haiti, com repetidos episódios de instabilidade política. Geffrard foi deposto por um golpe em 1867, assim como seu sucessor, Sylvain Salnave, em 1869. Sob a presidência de Michel Domingue (1874-76), as relações com a República Dominicana melhoraram dramaticamente com a assinatura de um tratado de pa, no qual ambas as partes reconheceram a independência uma da outra. Alguma modernização da economia e da infraestrutura do país também ocorreu neste período, especialmente durante as presidências de Lysius Salomon (1879-1888) e Florvil Hyppolite (1889-1896).
As relações com as potências internacionais foram muitas vezes tensas e conturbadas. Em 1889, os Estados Unidos tentaram forçar o Haiti a permitir a construção de uma base naval em Môle Saint-Nicolas, o que foi firmemente recusado por Hyppolite. Em 1892, o governo alemão apoiou a supressão do movimento reformista de Anténor Firmin e, em 1897, a Alemanha usou a diplomacia das canhoneiras para intimidar e depois humilhar o governo de Tirésias Simon Sam (1896–1902) durante o evento histórico conhecido como Caso Lüders.
No início do século XX, o Haiti viveu um grande período de intensa instabilidade política e estava fortemente endividado com a França, a Alemanha e os Estados Unidos. Uma série de presidências de curta duração vieram e desapareceram: Pierre Nord Alexis foi forçado a deixar o poder em 1908, assim como seu sucessor François C. Antoine Simon em 1911; Cincinnatus Leconte (1911–12) foi morto em uma explosão (possivelmente deliberada) no Palácio Nacional; enquanto Michel Oreste (1913–14) foi deposto por um golpe, assim como seu sucessor, Oreste Zamor, em 1914.

#### Ocupação pelos Estados Unidos (1915-1934)

Fuzileiros navais dos Estados Unidos e um guia em busca de combatentes haitianos conhecidos como cacos contra a ocupação estadunidense do Haiti, c. 1919

Os alemães aumentaram a sua influência no Haiti neste período, com uma pequena comunidade de colonos exercendo uma influência desproporcional na economia haitiana. A influência alemã provocou ansiedade nos Estados Unidos, que também tinham investido pesadamente no Haiti e cujo governo defendeu o seu direito de se opor à interferência europeia nas Américas sob a Doutrina Monroe. Em dezembro de 1914, os estadunidenses retiraram 500 mil dólares do Banco Nacional do Haiti, mas em vez de apreenderem o dinheiro para ajudar a pagar a dívida externa, o valor foi guardado em segurança em Nova Iorque, dando assim aos Estados Unidos, na prática, o controle do banco haitiano e impedindo que outras potências tentassem fazer o mesmo. Isto proporcionou uma base financeira estável sobre a qual construir a economia local e, assim, permitir o reembolso da dívida.
Em 1915, o novo presidente haitiano Vilbrun Guillaume Sam procurou fortalecer o seu frágil governo através da execução em massa de 167 prisioneiros políticos. A indignação com as mortes levou a tumultos e Sam foi capturado e morto em um linchamento. Temendo uma possível intervenção estrangeira, ou o surgimento de um novo governo liderado pelo político haitiano antiamericano Rosalvo Bobo, o presidente Woodrow Wilson enviou fuzileiros navais estadunidenses ao Haiti em julho de 1915. O navio USS Washington (ACR-11), sob o comando do contra-almirante William Banks Caperton, chegou a Porto Príncipe na tentativa de restaurar a ordem e proteger os interesses estadunidenses. Em poucos dias, os fuzileiros navais assumiram o controle da capital, de seus bancos e da alfândega., além de declararem lei marcial e imporem uma severa censura à imprensa. Em algumas semanas, um novo presidente pró-estadunidense, Philippe Sudré Dartiguenave, foi empossado. Uma nova constituição favorável aos interesses dos Estados Unidos foi escrita pelo futuro presidente estadunidense Franklin D. Roosevelt e incluía uma cláusula que permitia, pela primeira vez, a propriedade estrangeira de terras no Haiti, o que foi fortemente contestado pela legislatura e pelos cidadãos haitianos.

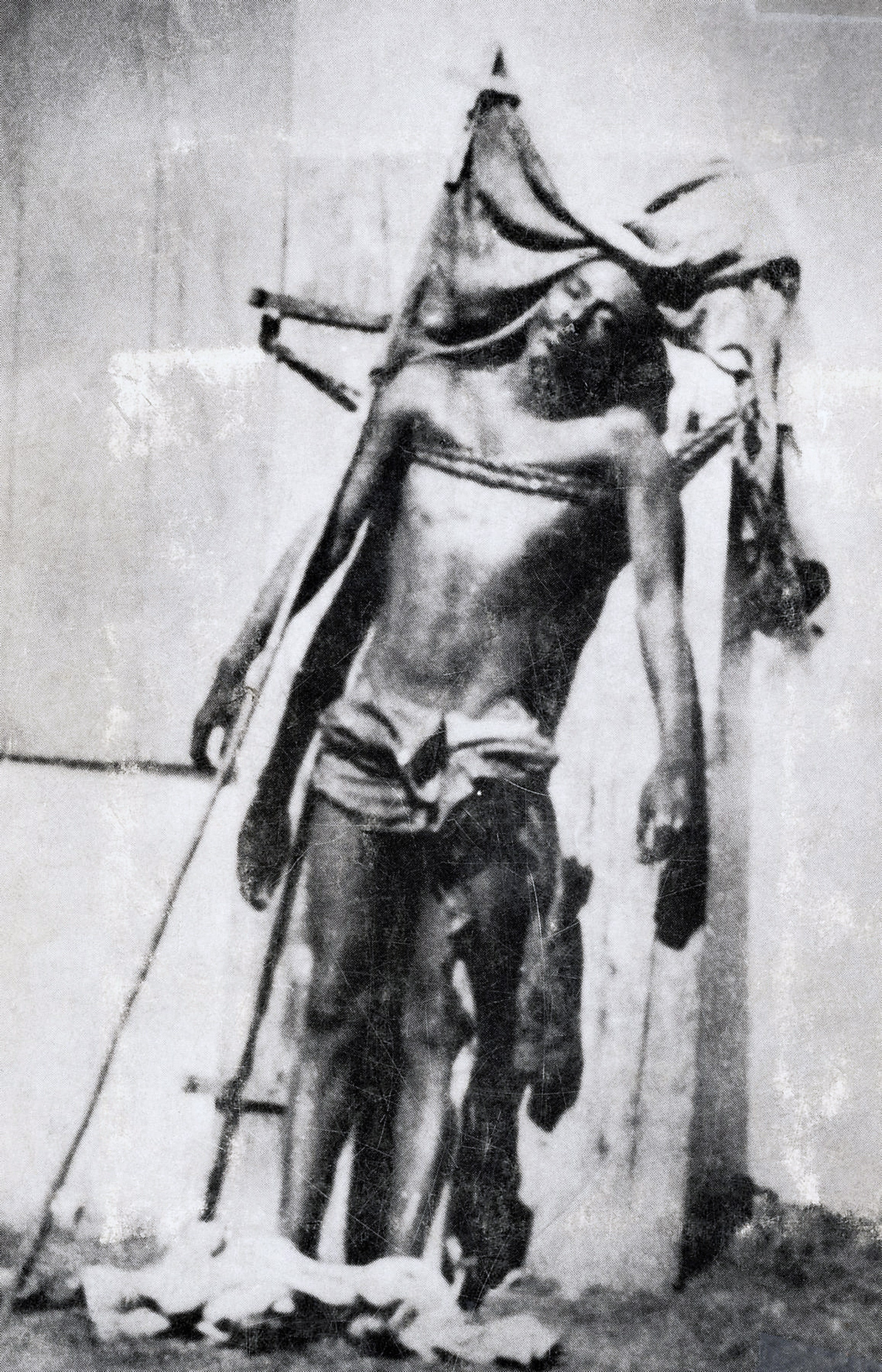
O corpo do líder caco Carlos Magno Péralte após sua execução por militares dos Estados Unidos; devido a semelhança com a deposição de Jesus, a imagem conferiu a Péralte o status de mártir nacional.

A ocupação melhorou algumas das infraestruturas do Haiti e centralizou o poder em Porto Príncipe. No entanto, muitos projetos de infraestrutura foram construídos por meio do sistema de corveia, que permitia ao governo/forças de ocupação retirar pessoas de suas casas e fazendas, sob a mira de uma arma se necessário, para construir estradas, pontes, etc, o que causou grande ressentimento entre a população local. O sisal também foi introduzido no Haiti, enquanto a cana-de-açúcar e o algodão tornaram-se exportações significativas, aumentando a prosperidade da população. Os tradicionalistas haitianos, baseados em zonas rurais, eram altamente resistentes às mudanças apoiadas pelos EUA, enquanto as elites urbanas, tipicamente mestiças, acolheram favoravelmente a economia em crescimento, apesar de exigirem mais controle político. Juntos, estes dois grupos ajudaram a garantir o fim da ocupação estadunidense em 1934, sob a presidência de Sténio Vincent (1930–1941). As dívidas ainda estavam pendentes, embora menores devido ao aumento da prosperidade, e o conselheiro financeiro-geral estadunidense cuidou do orçamento haitiano até 1941.
Os fuzileiros navais estadunidenses foram instilados com um tipo especial de paternalismo em relação aos haitianos “expresso na metáfora da relação de um pai com os seus filhos”. A oposição armada à presença dos Estados Unidos foi liderada pelos cacos sob o comando de Carlos Magno Péralte; sua captura e execução em 1919 lhe valeram o status de mártir nacional. Durante as audiências no Senado em 1921, o comandante do Corpo de Fuzileiros Navais relatou que, nos 20 meses de agitação ativa, 2,25 mil haitianos foram mortos. Porém, em relatório ao Secretário da Marinha, ele informou que o número de haitianos mortos era de 3,25 mil. Os historiadores haitianos afirmaram que o número verdadeiro de mortos, na verdade, era muito maior, mas isto não é apoiado pela maioria dos historiadores fora do Haiti.

#### Era pós-ocupação (1934-1957)
Após a saída das forças estadunidenses em 1934, o ditador dominicano Rafael Trujillo usou o sentimento anti-haitiano como ferramenta nacionalista. Num evento que ficou conhecido como Massacre da Salsa, ele ordenou que seu exército matasse os haitianos que viviam no lado dominicano da fronteira. Poucas balas foram usadas; em vez disso, 20 mil a 30 mil haitianos foram espancados e golpeados com baionetas, e depois conduzidos ao mar, onde os tubarões terminaram o que Trujillo havia começado.
O presidente Vincent tornou-se cada vez mais ditatorial e renunciou sob pressão dos Estados Unidos em 1941, sendo substituído por Élie Lescot (1941–46). Em 1941, durante a Segunda Guerra Mundial, Lescot declarou guerra ao Império do Japão (8 de dezembro), à Alemanha Nazista (12 de dezembro), ao Reino da Itália (12 de dezembro), ao Reino da Bulgária (24 de dezembro), ao Reino da Hungria (24 de dezembro) e ao Reino da Romênia (24 de dezembro). Destes seis países do Eixo, apenas a Romênia retribuiu o anúncio do governo de Lescot, declarando guerra ao Haiti no mesmo dia (24 de dezembro de 1941). Em 27 de setembro de 1945, o Haiti tornou-se membro fundador da Organização das Nações Unidas (a sucessora da Liga das Nações, da qual o Haiti também foi membro fundador).
Em 1946, Lescot foi deposto pelos militares, com Dumarsais Estimé tornando-se mais tarde o novo presidente (1946–50). Ele procurou melhorar a economia e a educação e impulsionar o papel dos haitianos negros; no entanto, ao tentar consolidar o seu governo, também foi deposto num golpe liderado por Paul Magloire, que o substituiu como presidente (1950–56). Firmemente anticomunista, foi apoiado pelos Estados Unidos; com maior estabilidade política, os turistas começaram a visitar o Haiti.

#### Dinastia Duvalier (1957-1986)

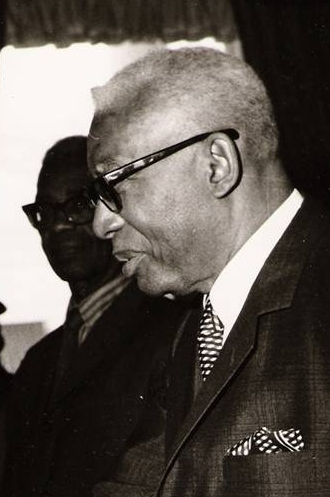
"Papa Doc" Duvalier em 1968

Entre os anos de 1956 e 1957, o Haiti novamente passou por graves turbulências políticas; Magloire foi forçado a renunciar e deixar o país em 1956 e foi seguido por quatro presidências de curta duração. Nas eleições de setembro de 1957, François Duvalier foi eleito presidente. Conhecido como 'Papa Doc' e inicialmente popular, Duvalier permaneceu no cargo de presidente até a sua morte em 1971. Ele promoveu os interesses negros no setor público, onde, ao longo do tempo, as pessoas de cor predominaram como a elite urbana educada. Por não confiar no exército, apesar dos frequentes expurgos de oficiais considerados desleais, Duvalier criou uma milícia privada conhecida como Tontons Macoutes (ou "Bichos-papões"), que mantinha a ordem aterrorizando a população e os oponentes políticos do seu governo. Em 1964, Duvalier proclamou-se “presidente vitalício”; uma revolta contra o seu governo naquele mesmo ano em Jérémie foi violentamente reprimida e seus líderes foram executados publicamente e centenas de cidadãos mestiços na cidade mortos. A maior parte da classe instruída e profissional começou a deixar o país e a corrupção generalizou-se. Duvalier procurou criar um culto à personalidade, identificando-se com o Barão Samedi, um dos Loá, ou espíritos, do vodu haitiano. Apesar dos abusos do seu governo, o firme anticomunismo de Duvalier rendeu-lhe o apoio dos Estados Unidos, que forneceram ajuda ao país.
Em 1971, Duvalier morreu e foi sucedido por seu filho Jean-Claude Duvalier, apelidado de 'Baby Doc', que governou até 1986. Em grande parte, ele deu continuidade às políticas de seu pai, embora tenha restringido alguns dos piores excessos para cortejar alguma respeitabilidade internacional. O turismo, que despencou na época de Papa Doc, tornou-se novamente uma indústria em crescimento. No entanto, à medida que a economia continuava a declinar, o controle de Baby Doc sobre o poder começou a enfraquecer. A população suína do Haiti foi abatida após um surto de peste suína no final da década de 1970, causando dificuldades às comunidades rurais que utilizavam estes animais como uma forma de investimento. A oposição tornou-se mais vocal, reforçada por uma visita ao país do Papa João Paulo II em 1983, que criticou publicamente o presidente.
Os protestos contra Baby Doc ocorreram em Gonaïves em 1985 e depois espalharam-se por todo o país; sob pressão dos Estados Unidos, Duvalier trocou o país pela França em fevereiro de 1986. No total, estima-se que cerca de 40 mil a 60 mil haitianos foram mortos durante o reinado dos Duvaliers. Através do uso das suas táticas de intimidação e execuções, muitos haitianos intelectuais fugiram, deixando o país com uma enorme fuga de cérebros da qual a nação caribenha nunca se recuperou.

#### Era pós-Duvalier (1986–2004)

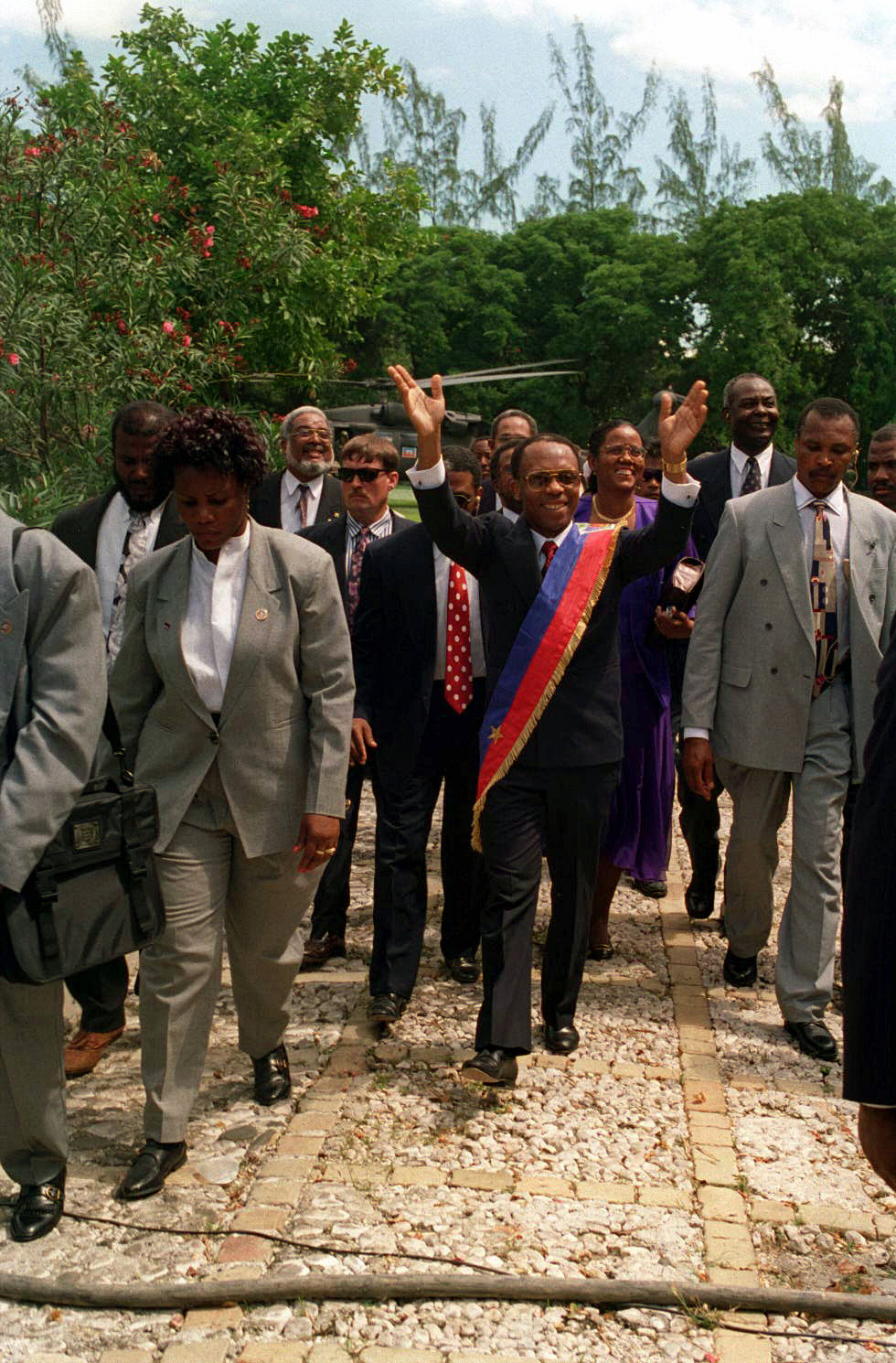
Jean-Bertrand Aristide retorna ao Haiti após a invasão liderada pelos Estados Unidos em 1994, destinada a remover o regime instalado pelo golpe de Estado de 1991

Após a saída de Duvalier, o líder do exército, general Henri Namphy, chefiou um novo Conselho Nacional de Governo. As eleições marcadas para novembro de 1987 foram canceladas após dezenas de habitantes terem sido fuzilados na capital por soldados e Tontons Macoutes. Após eleições fraudulentas em 1988, nas quais votaram apenas 4% dos eleitores, Leslie Manigat, o presidente recém-eleito, foi deposto meses depois, no golpe de junho de 1988.
Um novo golpe ocorre em setembro de 1988, após o massacre de São João Bosco, no qual foram mortas de 13 a 50 pessoas que participavam de uma missa liderada pelo proeminente crítico do governo e padre católico Jean-Bertrand Aristide.
O general Prosper Avril posteriormente liderou um regime militar até março de 199, quando transferiu o poder para o chefe do Estado-Maior do exército haitiano, o eneral Hérard Abraham, em 10 de março de 1990. Abraham desistiu do poder três dias depois, tornando-se o único líder militar no Haiti durante o século XX a abdicar voluntariamente do poder. Abraham mais tarde ajudou a garantir as eleições gerais haitianas de 1990–91.
Em dezembro de 1990, Aristide foi eleito presidente nas eleições gerais haitianas. No entanto, a sua ambiciosa agenda reformista preocupou as elites e em setembro do ano seguinte ele foi deposto pelos militares, liderados por Raoul Cédras, no golpe de 1991. No meio da turbulência política contínua, muitos haitianos tentaram fugir do país.
Em setembro de 1994, os Estados Unidos negociaram a saída dos líderes militares do Haiti e a entrada pacífica de 20 mil soldados estadunidenses como parte da Operação Uphold Democracy. Isto permitiu a restauração de Aristide ao cargo de presidente, que regressou ao Haiti em outubro para completar o seu mandato democraticamente eleito. Como parte do acordo, Aristide teve de implementar reformas de livre mercado numa tentativa de melhorar a economia haitiana, com resultados mistos. Em novembro de 1994, o furacão Gordon atingiu o Haiti, provocando fortes chuvas e criando inundações repentinas que provocaram deslizamentos de terra. O Gordon matou cerca de 1.122 pessoas, embora algumas estimativas cheguem a 2,2 mil vítimas fatais.
Novas eleições foram realizadas em 1995 e vencidas por René Préval, que conquistou 88% do voto popular, embora com baixa participação do eleitorado. Aristide posteriormente formou seu próprio partido, o Fanmi Lavalas, e seguiu-se um impasse político; as eleições de novembro de 2000 devolveram Aristide à presidência com o apoio de 92% dos votos. A eleição havia sido boicotada pela oposição, então organizada na Convergência Democrática, por causa de uma disputa nas eleições legislativas de maio. Nos anos seguintes, houve um aumento da violência entre facções políticas rivais e violações dos direitos humanos.

#### Era pós-Aristide (2004-presente)

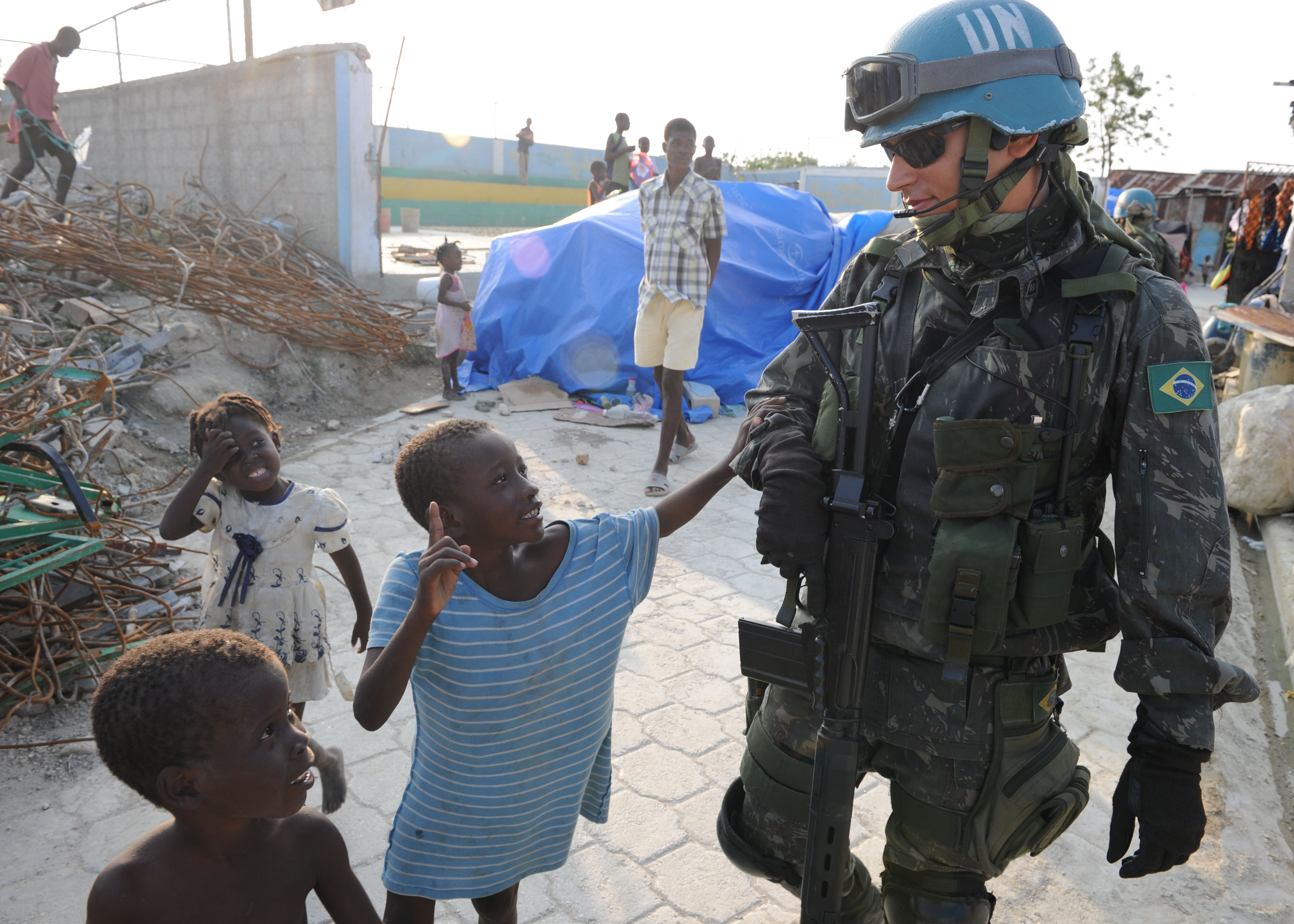
Soldado do Exército Brasileiro da Missão das Nações Unidas para a estabilização no Haiti (MINUSTAH) na favela de Cité Soleil, em Porto Príncipe.

Em 2004, uma revolta anti-Aristide começou no norte do Haiti, chegou à capital e forçou Aristide ao exílio. A natureza precisa dos eventos é contestada; alguns, incluindo Aristide e seu guarda-costas, Franz Gabriel, afirmaram que ele foi vítima de um "novo golpe de estado" pelas forças dos Estados Unidos. Essas acusações foram negadas pelo governo estadunidense. À medida que a violência política e a criminalidade continuavam a crescer, uma Missão de Estabilização das Nações Unidas (MINUSTAH), liderada pelo Brasil, foi convocada para manter a ordem pública. No entanto, a MINUSTAH revelou-se controversa, uma vez que a sua abordagem dura para manter a lei e ordem e vários casos de abusos, incluindo o alegado abuso sexual de civis, provocaram ressentimento e desconfiança entre os haitianos comuns.
Boniface Alexandre assumiu a autoridade interina até 2006, quando Préval foi reeleito presidente após as eleições de fevereiro.
No meio do contínuo caos político, uma série de desastres naturais atingiu o país. Em 2004, a tempestade tropical Jeanne alcançou o litoral norte, deixando 3.006 pessoas mortas em inundações e deslizamentos de terra, principalmente na cidade de Gonaïves. Em 2008, o Haiti foi novamente atingido por uma série de tempestades tropicais: Fay, Gustav, Hanna e Ike, que produziram ventos fortes e chuvas, resultando em 331 mortes e cerca de 800 mil necessitados de ajuda humanitária. A situação produzida por estas tempestades foi intensificada pelos  preços dos alimentos e dos combustíveis, que já estavam altos e causaram uma crise alimentar e aumentaram a agitação política em abril de 2008.

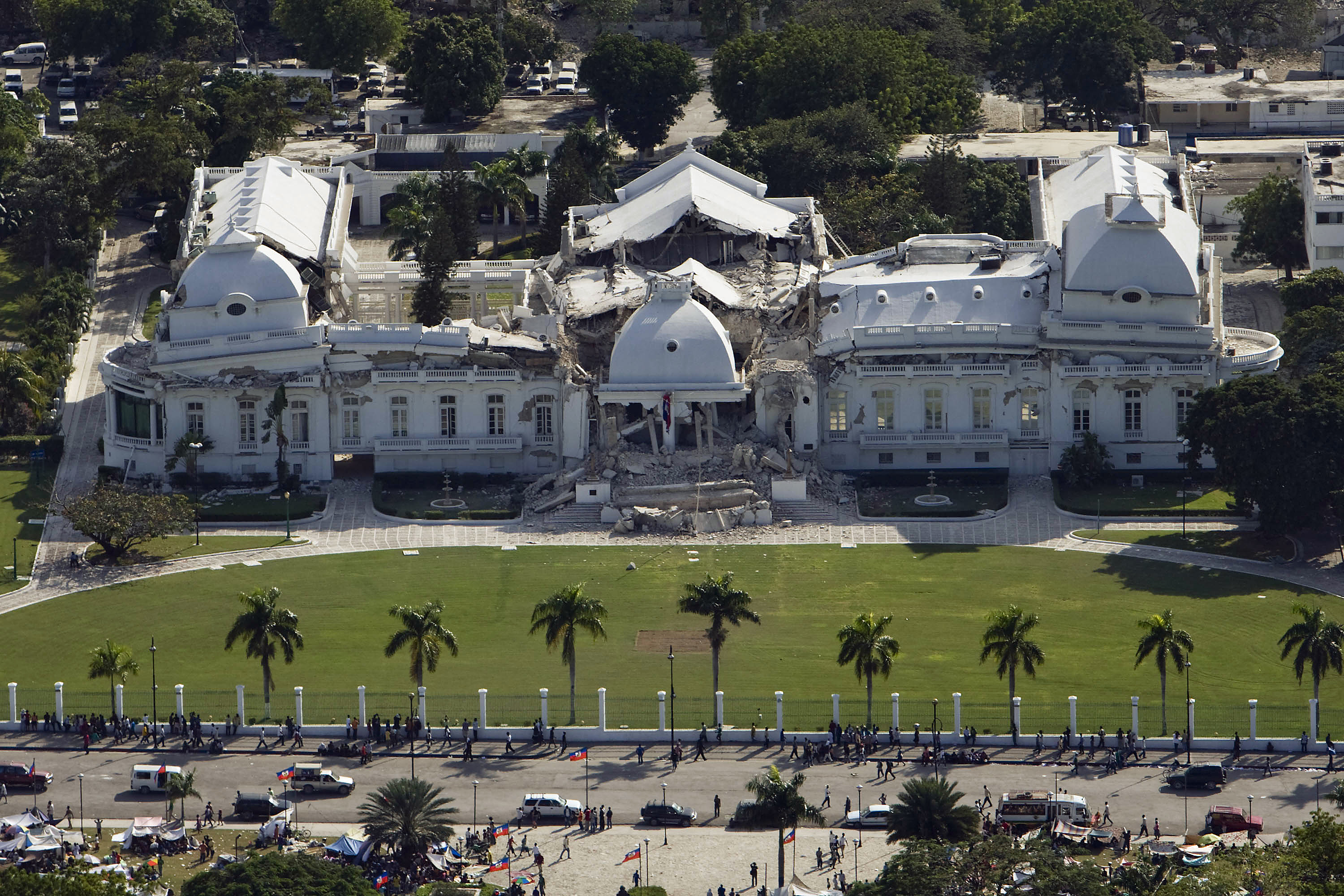
O Palácio Nacional do Haiti, localizado em Porto Príncipe, fortemente danificado após o terremoto de 2010

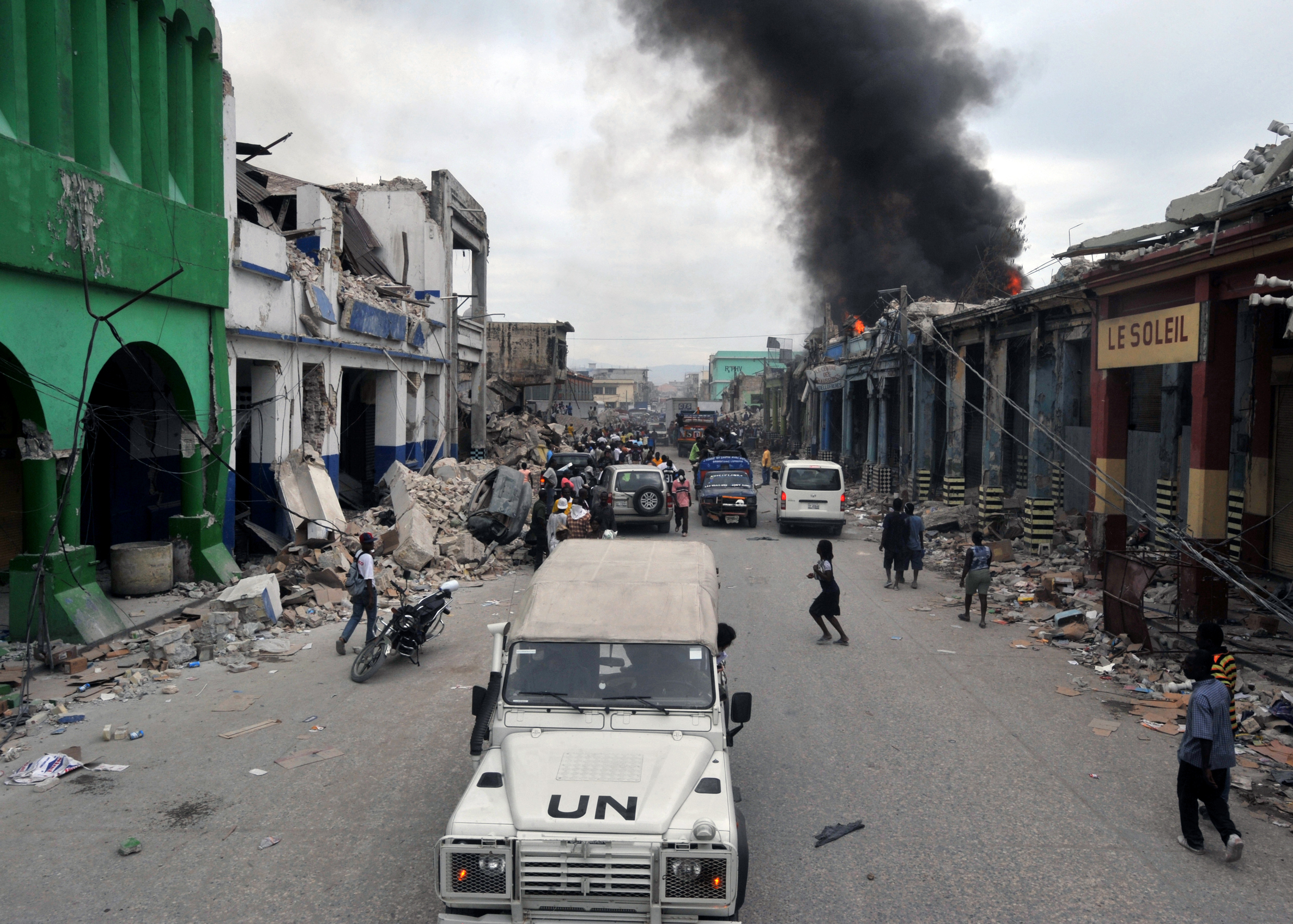
Carro da ONU patrulhando as ruas de Porto Príncipe após o terremoto de 2010.

Em 12 de janeiro de 2010, às 4h53 hora local, o Haiti foi atingido por um terremoto de magnitude 7, o mais intenso sismo registrado no país em mais de 200 anos e que causou entre 160 mil e 300 mil mortes, além de deixar 1,6 milhão de pessoas desabrigadas, tornando-se um dos desastres naturais mais mortíferos já registrados. A situação foi agravada por um subsequente surto massivo de cólera que foi desencadeado quando resíduos infectados com cólera provenientes de uma estação de manutenção da paz das Nações Unidas e que contaminaram o principal rio do país, o Artibonite. Em 2017, cerca de 10 mil haitianos morreram e quase um milhão adoeceram por conta da doença. Após anos de negação, as Nações Unidas pediram desculpas em 2016, mas recusaram-se a reconhecer a culpa, evitando assim a responsabilidade financeira.
As eleições gerais estavam planejadas para janeiro de 2010, mas foram adiadas devido ao terremoto. As eleições foram realizadas em 28 de novembro de 2010. O segundo turno entre Michel Martelly e Mirlande Manigat ocorreu em 20 de março de 2011 e os resultados preliminares, divulgados em 4 de abril, nomearam Martelly o vencedor. Em 2011, tanto o ex-ditador Jean-Claude Duvalier como Jean-Bertrand Aristide regressaram ao Haiti; tentativas de julgar Duvalier por crimes cometidos sob seu governo foram arquivadas após sua morte em 2014. Em 2013, o Haiti apelou às nações europeias para que pagassem reparações pela escravatura e estabelecessem uma comissão oficial para a resolução de erros passados. Entretanto, depois de continuarem as disputas políticas com a oposição e as alegações de fraude eleitoral, Martelly concordou em renunciar ao cargo em 2016 sem um sucessor no poder. Após vários adiamentos, em parte devido aos efeitos do devastador furacão Matthew, eleições foram realizadas em novembro de 2016. O vencedor, Jovenel Moïse, do Partido Haitiano Tèt Kale, foi empossado como presidente em 2017, mas protestos começaram em 7 de julho de 2018, inicialmente em resposta ao aumento dos preços dos combustíveis, mas depois contra o governo de Moïse.
Michel Martelly foi eleito presidente nas eleições gerais de 2010, assumiu em 2011 e deixou a presidência em 2016 numa profunda crise eleitoral onde não houve um resultado formal do vencedor e cujo Senado teve que fazer uma eleição indireta e empossou Jocelerme Privert, presidente do Senado do Haiti, após um breve vácuo na presidência onde o país ficou sob o comando do então Primeiro Ministro Evans Paul.

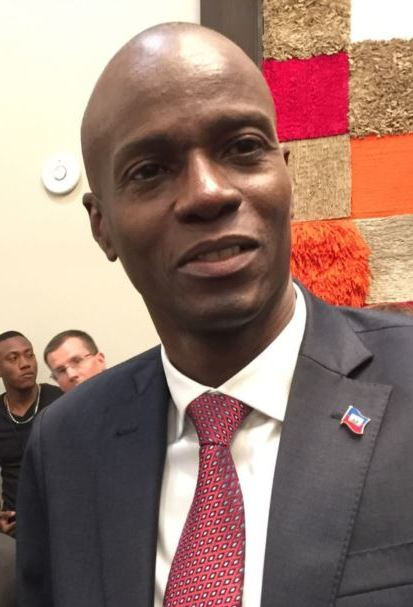
Jovenel Moïse foi presidente do Haiti de 7 de fevereiro de 2017 até ser assassinado em 7 de julho de 2021

Em 7 de julho de 2021, o presidente Moïse foi assassinado em um ataque à sua residência privada, com a primeira-dama, Martine Moïse, tendo sido hospitalizada. A enviada especial das Nações Unidas para o Haiti, Helen La Lime, disse no dia 8 de julho de 2021 que o primeiro-ministro interino Claude Joseph lideraria o Haiti até que uma eleição seja realizada no final deste ano, clamando todas as partes a deixar de lado as diferenças após o assassinato do presidente.
Em meio à crise política, o governo do Haiti instalou Ariel Henry como primeiro-ministro e presidente em 20 de julho de 2021. Em 14 de agosto de 2021, o Haiti sofreu outro grande terremoto, com muitas vítimas. O terramoto também prejudicou as condições econômicas do Haiti e levou a um aumento da violência de gangues que, em Maio de 2020, se transformou numa guerra de gangues de longa duração no Haiti e noutros crimes violentos. Em março de 2022, o Haiti ainda não tinha presidente, nem quórum parlamentar e um tribunal superior disfuncional devido à falta de juízes. Em 2022, os protestos contra o governo e o aumento dos preços dos combustíveis intensificaram-se.
Em 2023, os sequestros aumentaram 72% em relação ao primeiro trimestre do ano anterior. Médicos, advogados e outros membros ricos da sociedade foram sequestrados e detidos para resgate. Muitas vítimas foram mortas quando os pedidos de resgate não foram satisfeitos, levando aqueles que tinham meios para o fazer a fugir do país, dificultando ainda mais os esforços para tirar o país da crise. Estima-se que em meio à crise até 20% da equipe médica qualificada deixou o Haiti até o final de 2023.
Em março de 2024, Ariel Henry foi impedido por gangues de regressar ao Haiti, após uma visita ao Quénia. Henrique concordou em renunciar assim que um governo de transição fosse formado.

## Geografia

Mapa topográfico do Haiti

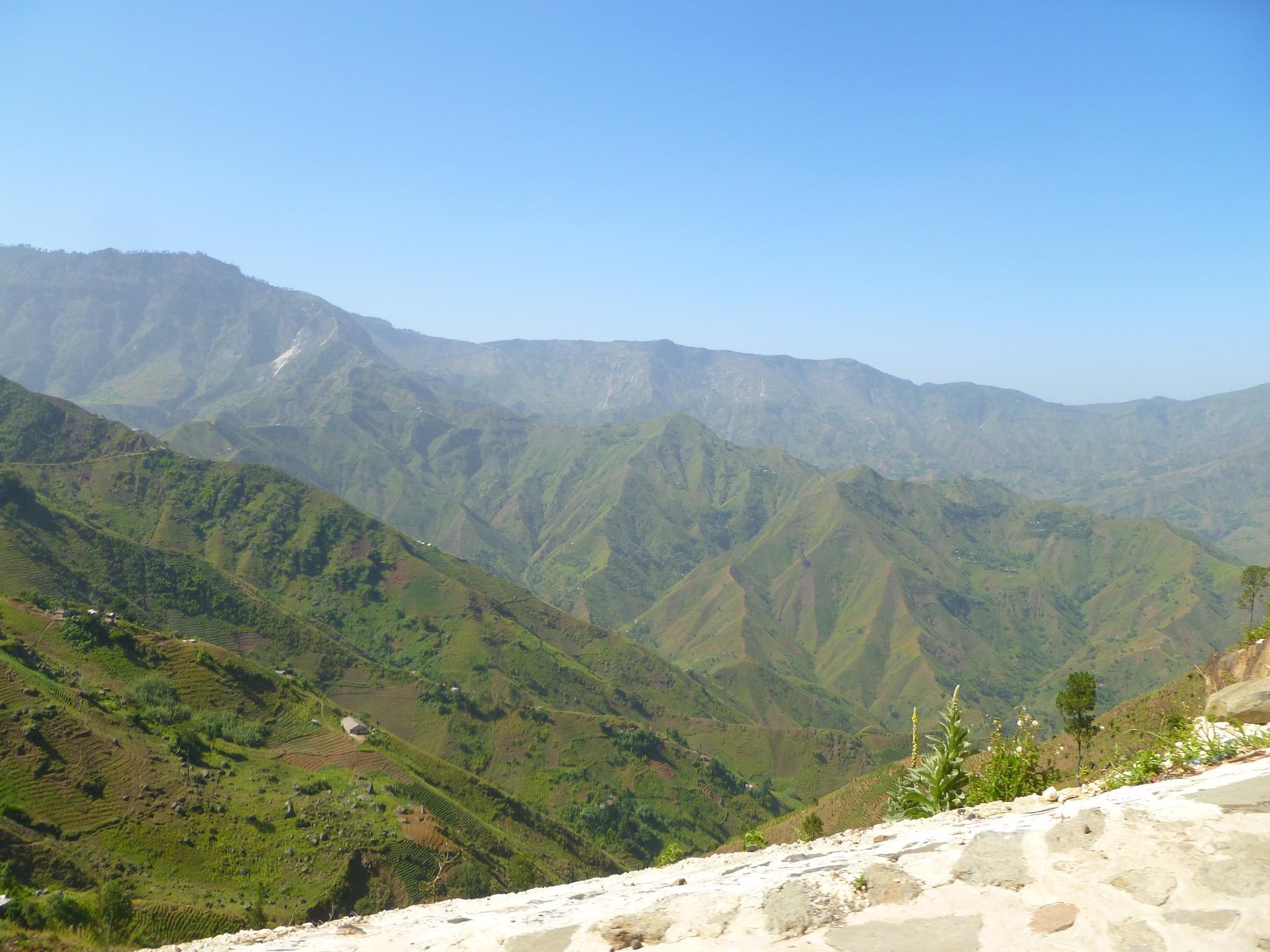
A cordilheira Chaîne de la Selle

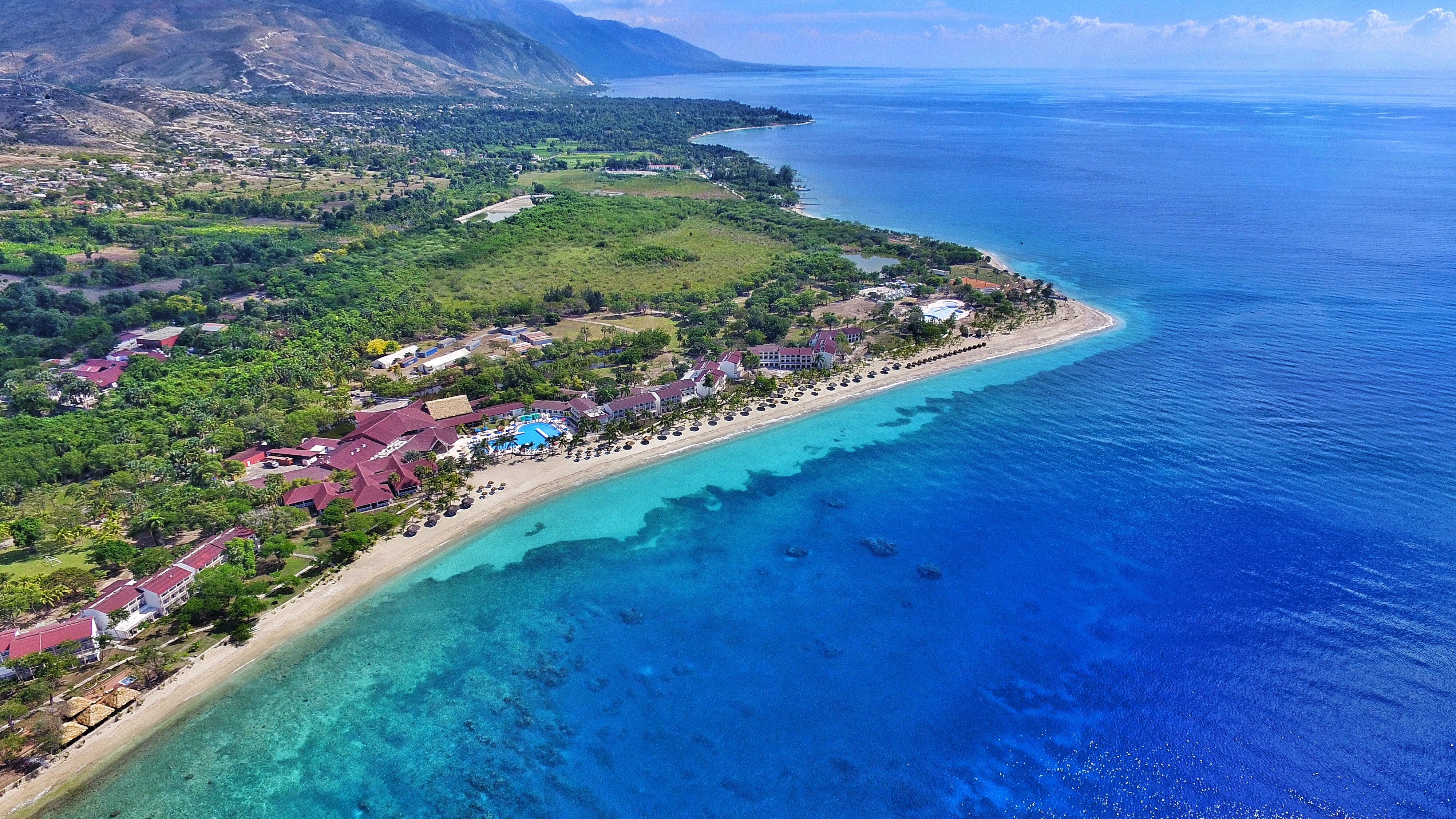
Saint-Marc Arrondissement, em Artibonita

O Haiti forma os três oitavos ocidentais de Hispaniola, a segunda maior ilha das Grandes Antilhas. Com 27 750 quilômetros quadrados de área territorial, o Haiti é o terceiro maior país do Caribe, atrás de Cuba e da República Dominicana, esta última com a qual compartilha uma fronteira de 360 quilômetros de exensão. O país tem um formato semelhante ao de uma ferradura e por isso possui um litoral desproporcionalmente longo, o segundo em extensão nas Grandes Antilhas (1.771 quilômetros), atrás apenas de Cuba.
O Haiti é a nação caribenha mais montanhosa, cujo terreno consiste em montanhas intercaladas com pequenas planícies costeiras e vales fluviais. O clima é tropical, com algumas variações dependendo da altitude. O ponto mais alto é Pic la Selle, com 2.680 metros de altura.
A região norte ou região de Marien consiste no Massif du Nord (Maciço do Norte) e na Plaine du Nord (Planície do Norte). O Maciço do Norte é uma extensão da Cordilheira Central da República Dominicana. A região sul ou região de Xaragua consiste na Plaine du Cul-de-Sac (o sudeste) e na Península de Tiburon. É uma depressão natural que abriga os lagos salinos do país, como o Trou Caïman e o maior lago do Haiti, o Étang Saumatre. A cordilheira Chaîne de la Selle – uma extensão da cadeia montanhosa do sul da República Dominicana (a Serra de Baoruco) – estende-se desde o Maciço de la Selle, a leste, até ao Maciço de la Hotte, a oeste.
A região central ou região Artibonite é constituída por duas planícies e dois conjuntos de serras. O Plateau Central (Planalto Central) estende-se ao longo de ambas as margens do rio Guayamouc, ao sul do Maciço do Norte, de sudeste a noroeste. A sudoeste do Planalto Central estão as Montagnes Noires, cuja parte mais a noroeste se funde com o Maciço do Norte. O vale mais importante do Haiti em termos de culturas é o Plaine de l'Artibonite, que fica entre as Montagnes Noires e a Chaîne des Matheux. Esta região suporta o rio mais longo do país, o Riviere l'Artibonite, que começa na região oeste da República Dominicana e percorre a região central do Haiti até desaguar no Golfo de la Gonâve. Também neste vale fica o segundo maior lago do país, o Lago de Péligre, formado como resultado da construção da Barragem de Péligre em meados da década de 1950.
O Haiti também inclui várias ilhas, como Tortuga, que está localizada na costa norte do Haiti. O arrondissement de La Gonâve está localizado na ilha homônima, a maior do país. Île à Vache está localizada na costa sudoeste; também fazem parte do Haiti as Ilhas Caiemitas, localizadas no Golfo de Gonâve ao norte de Pestel. A Ilha Navassa, localizada 74 quilômetros a oeste de Jérémie, no sudoeste da península do Haiti, e está sujeita a uma disputa territorial contínua com os Estados Unidos, que atualmente administram a ilha.

### Meio ambiente

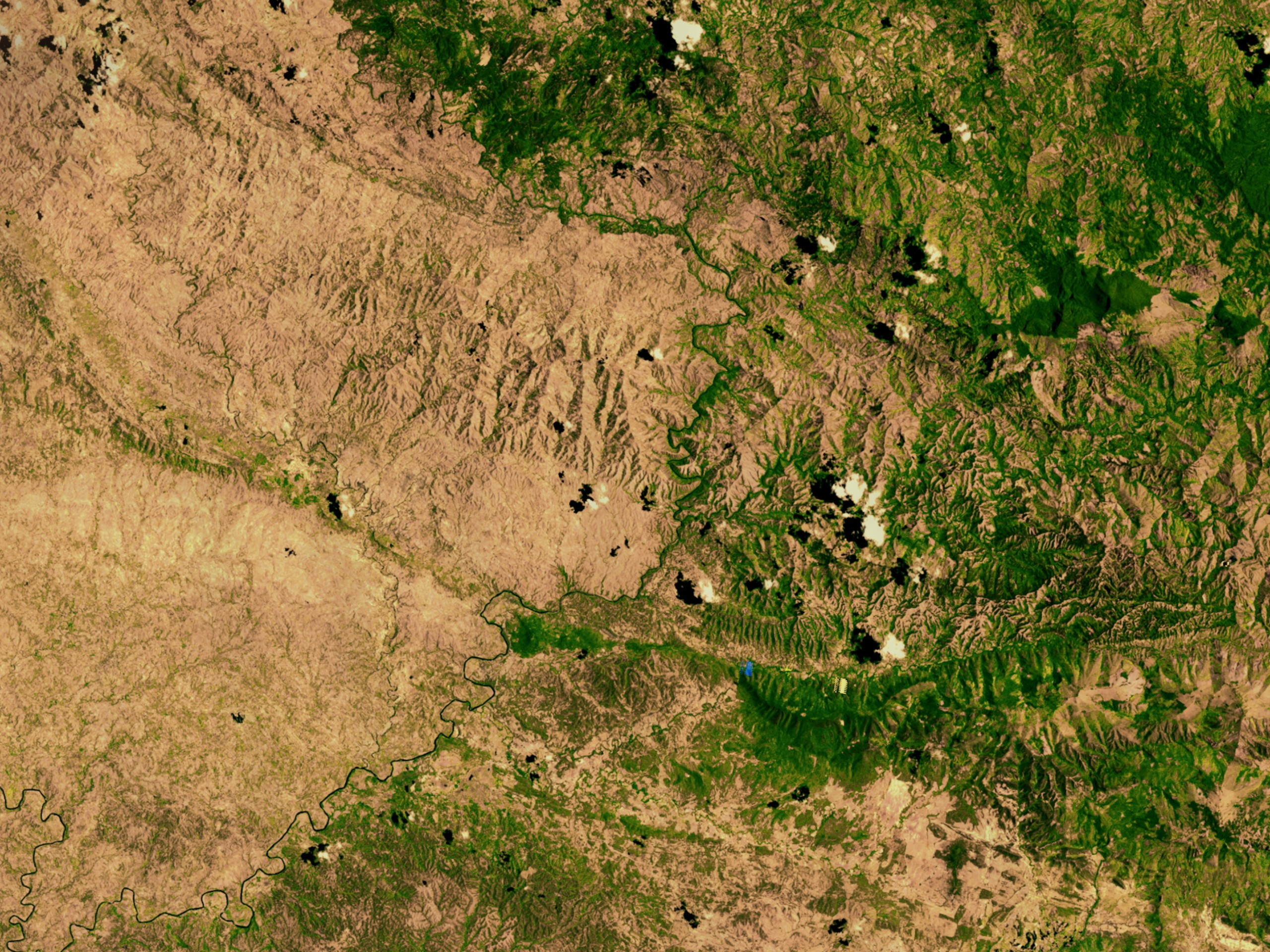
Imagem de satélite da fronteira do Haiti com a República Dominicana (direita) mostra a quantidade de desmatamento no lado haitiano.

Além da erosão do solo, o desmatamento tem causado inundações periódicas e graves no Haiti, como, por exemplo, em 17 de setembro de 2004. Em maio deste ano, as inundações tinham matado mais de três mil pessoas na fronteira sul do Haiti com a República Dominicana.
Tem havido pouca gestão das bacias marinhas, costeiras e hidrográficas. A cobertura florestal nas encostas íngremes ao redor da bacia hidrográfica do Haiti mantém o solo, que por sua vez retém a água da chuva, reduzindo picos de cheias dos rios e conservando os fluxos de água na estação seca. Mas o desmatamento tem causado a liberação do solo a partir das bacias superiores. Muitos dos rios do Haiti são agora altamente instáveis, mudando rapidamente de inundações destrutivas para fluxos baixos de água.
Cientistas que fazem parte do Centro para a Rede Internacional de Informação sobre Ciências da Terra da Universidade Columbia e do Programa das Nações Unidas para o Meio Ambiente (PNUMA) estão trabalhando na Iniciativa Regenerativa do Haiti, uma iniciativa que visa reduzir a pobreza e a vulnerabilidade a desastres naturais através da restauração de ecossistemas e da gestão sustentável dos recursos naturais.

### Clima

Tipos climáticos de Köppen do Haiti

O clima do Haiti é tropical com algumas variações dependendo da altitude. O padrão de precipitação é variado, com chuvas mais intensas em algumas terras baixas e nas encostas norte e leste das montanhas. A estação seca do Haiti ocorre de novembro a janeiro.
Existem duas estações chuvosas: de abril a junho e de outubro a novembro. O Haiti está sujeito a secas e inundações periódicas, agravadas pela desflorestação. Os furacões são uma ameaça constante e o país também está sujeito a inundações e terremotos.

#### Biodiversidade

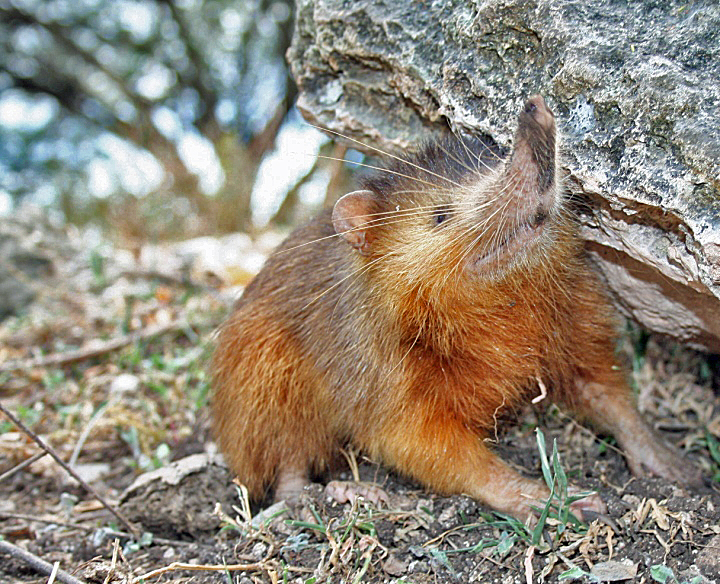
O ameaçado solenodonte-haitiano, endêmico da ilha

O Haiti abriga quatro ecorregiões: florestas úmidas, florestas secas, florestas de pinheiros e manguezais. Apesar de seu pequeno tamanho, o terreno montanhoso do Haiti e as múltiplas zonas climáticas resultantes proporcionaram o surgimento de uma grande variedade de plantas, como a árvore-do-pão, a mangueira, a acácia, o mogno, o coqueiro, a palmeira real e o cedro-cheiroso. As florestas eram anteriormente muito mais extensas, mas foram sujeitas a um severo processo de desmatamento.
A maioria das espécies de mamíferos não são nativas, tendo sido trazidas para a ilha desde os tempos coloniais. No entanto, existem várias espécies de morcegos nativos, bem como a endémica hutia hispaniolana e o solenodonte-haitiano.
Existem mais de 260 espécies de aves no país, 31 endêmicas de Hispaniola. Espécies endêmicas notáveis incluem o trogon hispaniolano, o periquito hispaniolano, tanagro-de-coroa-cinzenta e o papagaio-de-hispaniola. Os répteis são comuns, com espécies como a iguana-rinoceronte, a jiboia-haitiana e o crocodilo-americano.

## Demografia

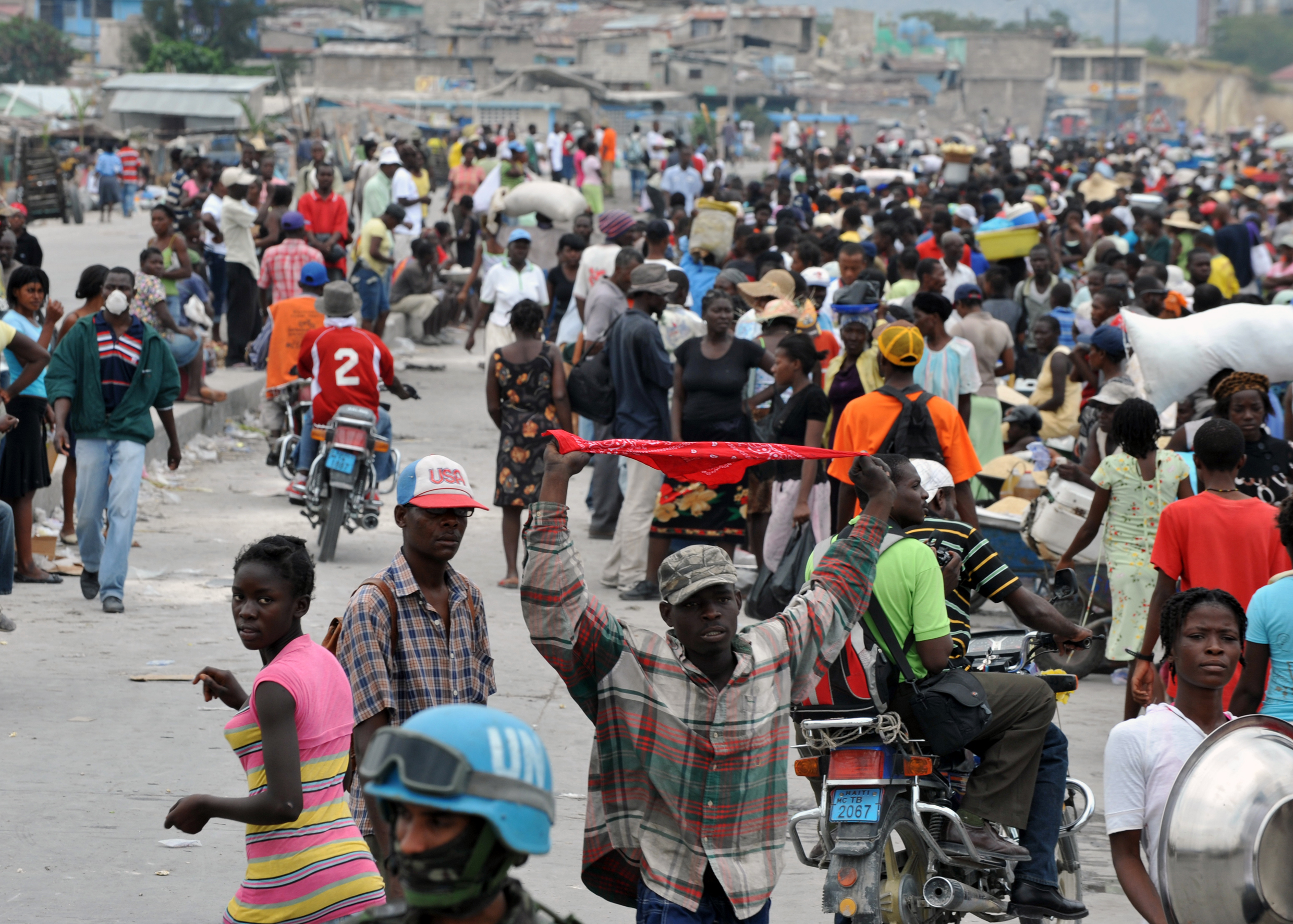
Vista das ruas de Porto Príncipe

Embora a média do país seja de 350 pessoas por quilômetro quadrado, sua população se concentra mais fortemente nas áreas urbanas, nas planícies costeiras e nos vales. A população haitiana era de cerca de 11,4 milhões de acordo com estimativas de 2018 das Nações Unidas, sendo que metade da população tem menos de 20 anos. O primeiro censo oficial, feito em 1950, registrou uma população de 3,1 milhões de pessoas. Cerca de 95% dos haitianos são negros, descendentes de escravos africanos. Os restantes 5% são mulatos ou brancos.
Grupos minoritários menores incluem pessoas de Europa Ocidental (franceses, alemães, italianos, neerlandeses, poloneses, portugueses e espanhóis), árabes, armênios ou pessoas de origem judaica. Os haitianos de ascendência da Ásia Oriental são de origem indiana e são cerca de 400.
Milhões de haitianos vivem no exterior, como nos Estados Unidos, República Dominicana, Cuba, Canadá (principalmente em Montreal), Bahamas, França, Antilhas Francesas, Turks e Caicos (Reino Unido), Jamaica, Porto Rico, Venezuela, Brasil e Guiana Francesa. Estima-se que 881 500 haitianos vivam nos Estados Unidos, 800 mil na República Dominicana, 300 mil em Cuba, 100 mil no Canadá, 80 mil na França e até 80 mil nas Bahamas. Mas também existem comunidades haitianas menores em muitos outros países, como Chile, Suíça, Japão e Austrália.

### Discriminação racial
Sob o domínio colonial, os mulatos haitianos eram geralmente privilegiados acima da maioria negra, embora possuíssem menos direitos do que a população branca. Após a independência do país, tornaram-se a elite social da nação, sendo que vários líderes ao longo da história haitiana eram mulatos. Durante este período, as pessoas escravizadas tiveram menos oportunidades educacionais e profissionais, uma estrutura social que continua atualmente, uma vez que a disparidade entre as classes superiores e inferiores não foi significativamente reformada desde os tempos coloniais. Representando 5% da população do país, os mulatos mantiveram a sua preeminência, evidente na hierarquia política, económica, social e cultural do Haiti. Como resultado, a classe de elite hoje consiste em um pequeno grupo de pessoas influentes que geralmente tem uma cor da pele mais clara.

### Religião
| Religião no Haiti     | Religião no Haiti     | Religião no Haiti | Religião no Haiti | Religião no Haiti |
| --------------------- | --------------------- | ----------------- | ----------------- | ----------------- |
| Religião              |                       |                   | % aprox.          |                   |
| Catolicismo romano    | Catolicismo romano    |                   | 56,8%             | 56,8%             |
| Protestantismo        | Protestantismo        |                   | 29,6%             | 29,6%             |
| Sem religião          | Sem religião          |                   | 10,6%             | 10,6%             |
| Religiosidade popular | Religiosidade popular |                   | 2,2%              | 2,2%              |
| Outras                | Outras                |                   | 0,8%              | 0,8%              |

O CIA Factbook de 2017 informou que cerca de 54,7% dos haitianos professavam ser católicos, enquanto os protestantes representavam cerca de 28,5% da população (15,4% de batistas, 7,9% de pentecostais, 3% de adventistas do sétimo dia, 1,5% de metodistas e outros 0,7%). Outras fontes colocam a população protestante como representando até um terço da população em 2001. Tal como outros países da América Latina, o Haiti testemunhou uma expansão protestante geral, que é em grande parte de natureza evangélica e pentecostal.
O vodu haitiano, uma religião com raízes na África Ocidental semelhantes às religiões afro-americanas de Cuba e do Brasil, é praticada hoje por alguns haitianos. Originou-se durante a época colonial em que os escravos eram obrigados a disfarçar seus loás, ou espíritos, como santos católicos, elemento de um processo denominado sincretismo religioso que tornou difícil estimar o número de voduístas no Haiti. A religião tem sido historicamente perseguida e deturpada nos meios de comunicação populares; no entanto, em 2003, o governo haitiano reconheceu a fé vodu como religião oficial da nação. Muitos católicos e protestantes haitianos denunciam o vodu como uma forma de adoração ao diabo, mas não negam o poder de tais espíritos. Em vez disso, eles os consideram adversários “maus” e “satânicos”, contra os quais são frequentemente encorajados a orar. Os protestantes veem a veneração católica dos santos como adoração de ídolos, e alguns protestantes costumavam destruir estátuas e outros apetrechos católicos. As religiões minoritárias presentes no território haitiano incluem o islão, a fé Bahá'í, o judaísmo e o budismo.

### Línguas
As duas línguas oficiais do Haiti são o francês e o crioulo haitiano. O francês é a principal língua escrita e administrativamente autorizada (bem como a principal língua da imprensa) e é falado por 42% dos haitianos.
Como o francês é falado por todos os haitianos instruídos, é o meio de instrução na maioria das escolas e é usado no setor empresarial. Também é utilizado em eventos cerimoniais como casamentos, formaturas e missas religiosas. O Haiti é uma das duas nações independentes das Américas (junto com o Canadá) a designar o francês como língua oficial; as outras áreas de língua francesa são todas departamentos ultramarinos, ou coletivités, da França, como a Guiana Francesa. O espanhol é falado por alguns haitianos que vivem ao longo da fronteira entre o Haiti e a República Dominicana. Inglês e espanhol também podem ser falados por haitianos deportados dos Estados Unidos e de vários países latino-americanos. No geral, cerca de 90-95% dos haitianos falam apenas crioulo haitiano/francês fluentemente, sendo que mais da metade conhece apenas o crioulo.
O crioulo haitiano, chamado localmente de kreyòl, passou recentemente por uma padronização linguística e é falado por praticamente toda a população. Uma das línguas crioulas de base francesa, o crioulo haitiano tem um vocabulário esmagadoramente derivado do francês, mas a sua gramática assemelha-se à de algumas línguas da África Ocidental. Também tem influências do taíno, do espanhol e do português.

## Governo e política
O governo do Haiti é uma república semipresidencialista, um sistema multipartidário em que o president é o chefe de Estado e eleito diretamente por eleições populares realizadas a cada cinco anos. O primeiro-ministro atua como chefe de governo e é nomeado pelo presidente, escolhido entre o partido majoritário na Assembleia Nacional.
O poder legislativo é investido tanto no governo quanto nas duas câmaras da Assembleia Nacional, o Senado (Sénat) e a Câmara dos Deputados (Chambre des Députés). O governo é organizado unitariamente, assim o governo central delega poderes aos departamentos sem necessidade constitucional de consentimento. A estrutura atual do sistema político haitiano foi estabelecida na Constituição do Haiti em 29 de março de 1987.
A política haitiana tem sido controversa: desde a independência, o Haiti sofreu 32 golpes de estado. É o único país do hemisfério ocidental que passou por uma revolução escravista bem-sucedida; no entanto, uma longa história de opressão por parte de ditadores como François Duvalier e o seu filho Jean-Claude Duvalier afetou marcadamente a nação.

### Divisões administrativas
Administrativamente, o Haiti está dividido em dez departamentos.
| 1. Nord-Ouest 2. Nord 3. Nord-Est 4. Artibonite 5. Centre 6. Ouest 7. Grand'Anse 8. Nippes (criado em 2003) 9. Sud 10. Sud-Est | Departamentos do Haiti |

Os departamentos estão ainda divididos em 42 distritos, 145 comunas e 571 secções comunais. Estas servem como, respectivamente, divisões administrativas de segundo e terceiro níveis.

### Relações internacionais
O Haiti é membro de várias organizações internacionais e regionais, como as Nações Unidas, CARICOM, Comunidade dos Estados Latino-Americanos e Caribenhos, Fundo Monetário Internacional, Organização dos Estados Americanos, Organização Internacional da Francofonia, OPANAL e Organização Mundial do Comércio.
Em fevereiro de 2012, o Haiti sinalizou que iria procurar melhorar o seu estatuto de observador para o estatuto de membro associado de pleno direito da União Africana (UA). na cúpula de junho de 2013, mas o pedido ainda não foi ratificado.

### Forças armadas e aplicação da lei

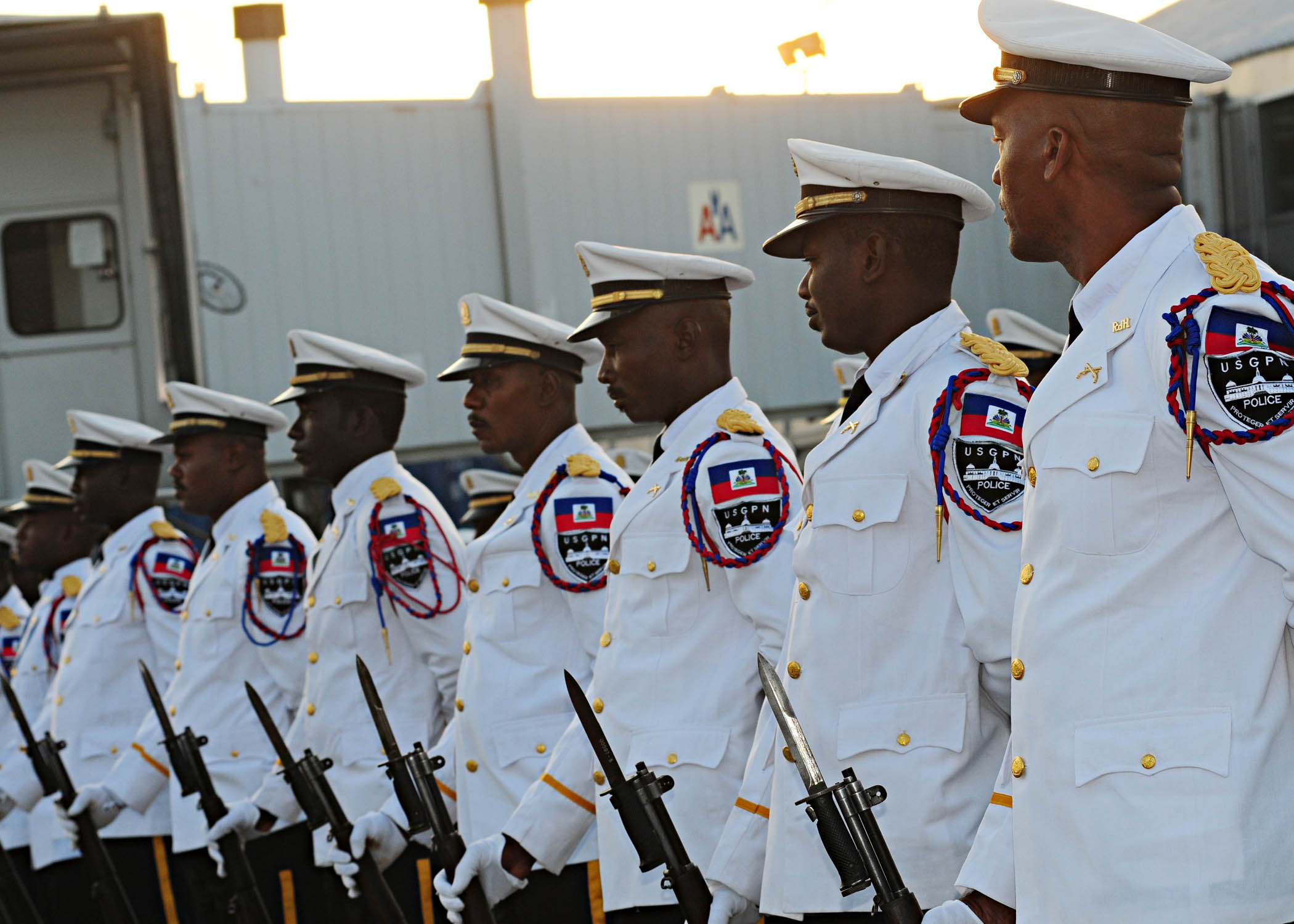
Membros da Polícia Nacional do Haiti durante um desfile oficial

O Ministério da Defesa do Haiti é o principal órgão das forças armadas. As antigas Forças Armadas Haitianas foram desmobilizadas em 1995, apesar de esforços para que elas sejam reconstituídas. A atual força de defesa do país é a Polícia Nacional, que conta com uma equipe do tipo SWAT altamente treinada e que trabalha ao lado da Guarda Costeira Haitiana. Em 2010, a Polícia Nacional contava com 7 mil membros. Em 2023, o exército haitiano incluia um batalhão de infantaria em processo de formação, com 700 efetivos.
O sistema jurídico haitiano baseia-se numa versão modificada do Código Napoleônico. O Haiti tem sido consistentemente classificado entre os países mais corruptos do mundo no Índice de Percepção da Corrupção, que apontou uma forte correlação entre corrupção e pobreza no país. Estima-se que o presidente "Baby Doc" Duvalier, sua esposa Michele e seus agentes roubaram 504 milhões de dólares do tesouro haitiano entre 1971 e 1986. Da mesma forma, após o desmatelamento do Exército Haitiano em 1995, a Polícia Nacional ganhou poder exclusivo de autoridade sobre os cidadãos. Muitos haitianos, bem como observadores internacionais, acreditam que este poder monopolizado pode ter gerado ainda mais corrupção. Alguns meios de comunicação também alegaram que milhões foram roubados pelo ex-presidente Jean-Bertrand Aristide. A BBC também descreveu esquemas de pirâmide, nos quais os haitianos perderam centenas de milhões em 2002, como a "única iniciativa económica real" dos anos Aristide.
Por outro lado, de acordo com o relatório de 2013 do Gabinete das Nações Unidas sobre Drogas e Crime, as taxas de homicídio (10,2 assassinatos por 100 mil habitantes) estão muito abaixo da média regional (26 por 100 mil); menor que na Jamaica (39,3 por 100 mil) e na República Dominicana (22,1 por 100 mil).

## Economia

Principais produtos de exportação do Haiti em 2019.

O produto interno bruto (PIB) por paridade do poder de compra (PPC) do Haiti caiu 8% em 2010 (12,15 bilhões de dólares para 11,18 bilhões de dólares) e o PIB per capita manteve-se em 1200 dólares. O país é o 145º entre os 182 países avaliados pelo Índice de Desenvolvimento Humano (IDH) das Nações Unidas em 2010.
O World Factbook relata uma escassez de mão de obra qualificada, desemprego generalizado e subemprego, dizendo que "mais de dois terços da força de trabalho não têm empregos formais" e descreve o Haiti pré-terremoto como o "o país mais pobre do Hemisfério Ocidental, com 80% da população que vive abaixo da linha da pobreza e 54% em extrema pobreza.". Três quartos da população vive com 2 dólares ou menos por dia. Reformas para melhorar o ambiente de negócios têm tido pouco efeito por causa de corrupção generalizada e pela estrutura judicial ineficiente.

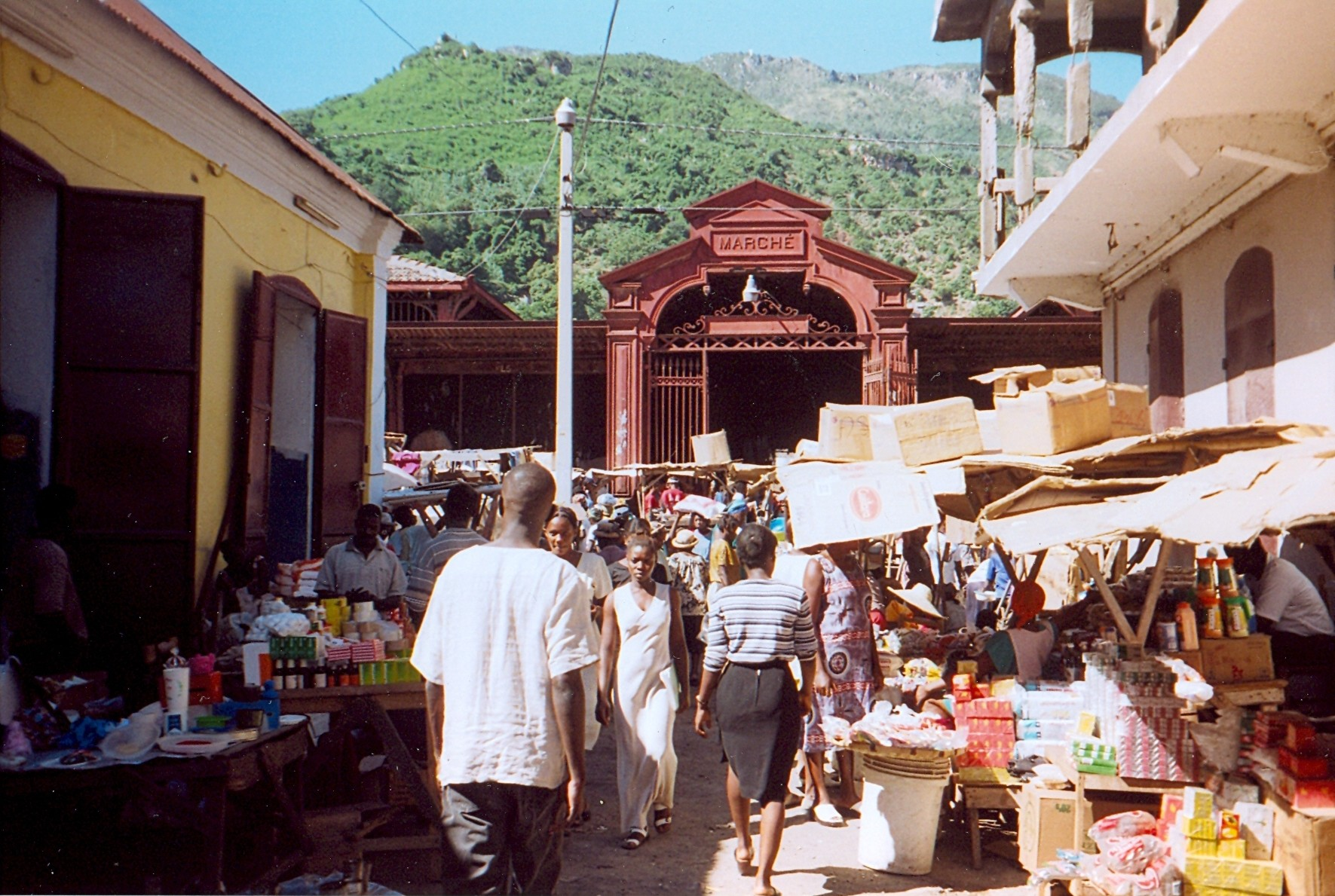
Um mercado em Cap-Haïtien

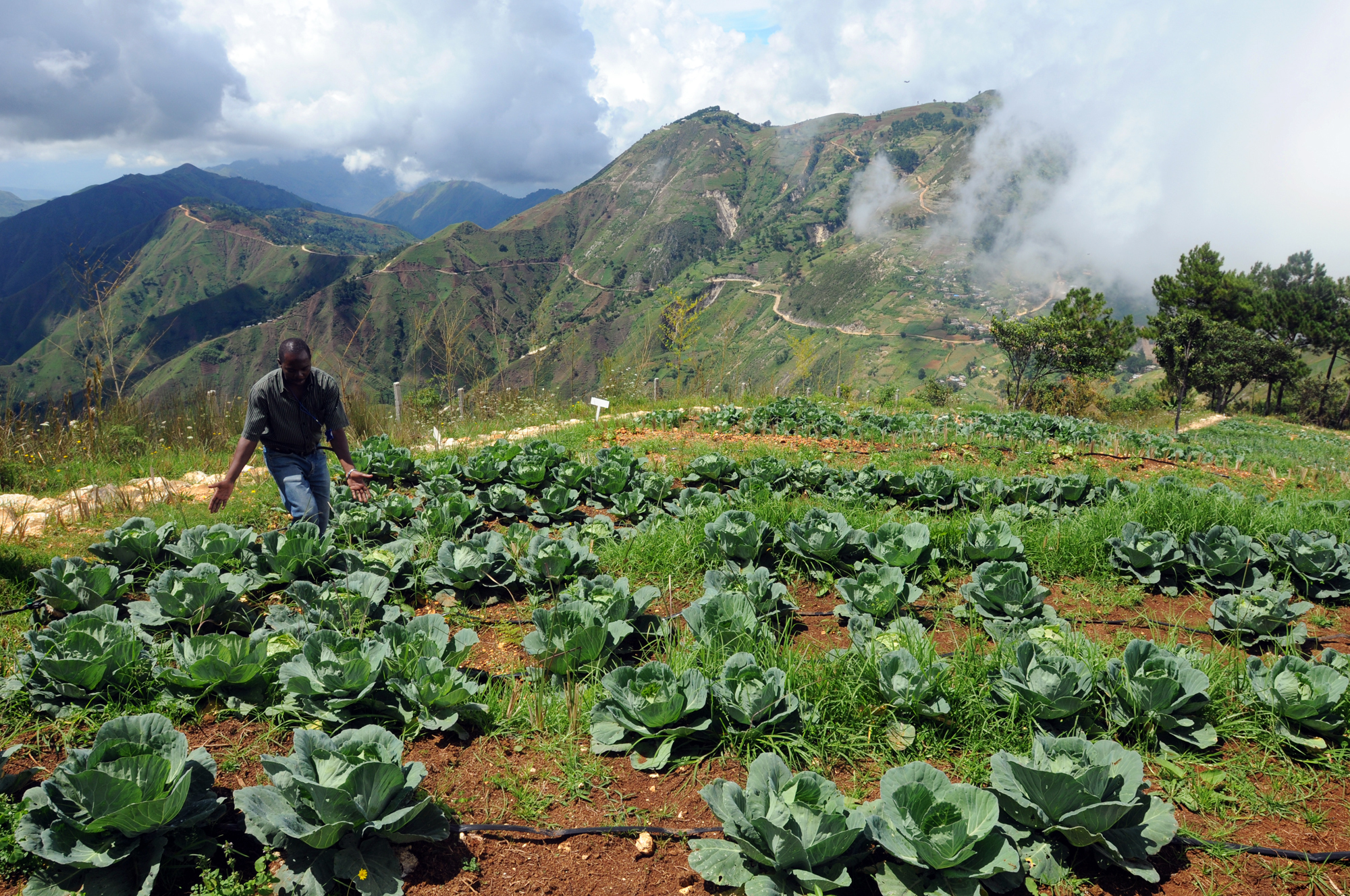
Plantação de repolhos em Kenscoff

Embora mais da metade de todos os haitianos trabalhem no setor agrícola, o país depende de importações para metade de suas necessidades de alimentos e 80% do seu arroz. O país exporta culturas como manga, cacau e café. Os produtos agrícolas incluem 6% de todas as exportações. O Haiti tinha um grande déficit comercial de 3 bilhões de dólares em 2011, ou 41% do seu PIB. A ajuda externa representa cerca de 30 a 40% do orçamento do governo nacional. O maior doador são os Estados Unidos, seguido por Canadá e União Europeia. De 1990 a 2003, o Haiti recebeu mais de 4 bilhões de dólares em ajuda internacional, incluindo 1,5 bilhão de dólares dos Estados Unidos. Em janeiro de 2010, após o terremoto, a China prometeu 4,2 milhões dólares e o presidente dos Estados Unidos, Barack Obama, prometeu 1,15 bilhão de dólares em assistência. Os países da União Europeia prometeram mais de 400 milhões de euros em ajuda de emergência e para fundos de reconstrução.

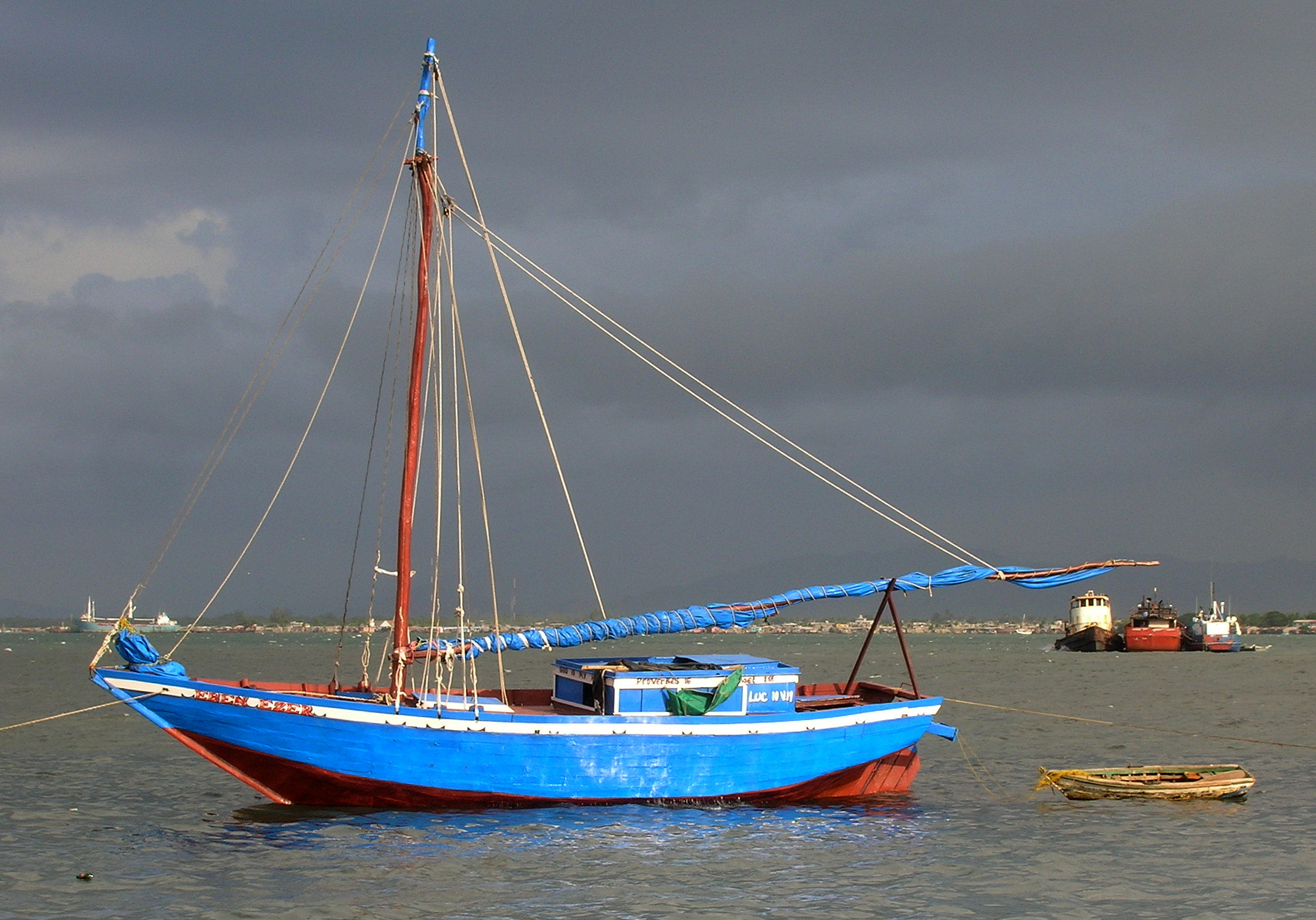
Barco de pesca em Cabo Haitiano.

Após a eleição e acusações sobre o governo do presidente Aristide em 2000, a ajuda dos Estados Unidos para o governo haitiano foi completamente cortada, entre 2001 e 2004. Depois da partida de Aristide, em 2004, a ajuda foi restaurada e o exército brasileiro liderou a Missão das Nações Unidas para a estabilização no Haiti (MINUSTAH). Depois de quase quatro anos de recessão, a economia cresceu 1,5% em 2005. Em setembro de 2009, o Haiti cumpriu as condições estabelecidas pelo programa para países pobres altamente endividados do Banco Mundial e do Fundo Monetário Internacional (FMI) para qualificar o cancelamento de sua dívida externa.
O Banco Mundial estima que mais de 80% dos haitianos com ensino superior estavam vivendo no exterior em 2004 (fenômeno conhecido como fuga de cérebros), sendo que as remessas de dinheiro que enviam para casa representam 52,7% do PIB do país. Os 1% mais ricos do país possuem quase metade da riqueza nacional. O território haitiano aparentemente não tem recursos de hidrocarbonetos em terra ou no Golfo do Gonâve e é, portanto, muito dependente das importações de energia (petróleo e produtos petrolíferos).
Cité Soleil é considerado uma das piores favelas da América; a maioria de seus 500 mil habitantes vivem em extrema pobreza. A pobreza forçou pelo menos 225 mil crianças haitianas a trabalhar como restavecs (empregados domésticos sem remuneração). As Nações Unidas consideram está uma forma moderna de escravidão.
O ex-presidente dos Estados Unidos, Bill Clinton expressou recentemente arrependimento e pediu desculpas por políticas de comércio do seu país no Haiti. Segundo dados da OMS (Organização Mundial de Saúde), um em cada dois haitianos não tem acesso à água potável e apenas 19% da população têm acesso ao sistema de saneamento básico. Apesar de ser uma sociedade essencialmente rural, com 66% da população vivendo no campo, as famílias camponesas não têm acesso à terra ou créditos, o que faz com que hoje o Haiti importe 80% dos alimentos que consome.

### Renda

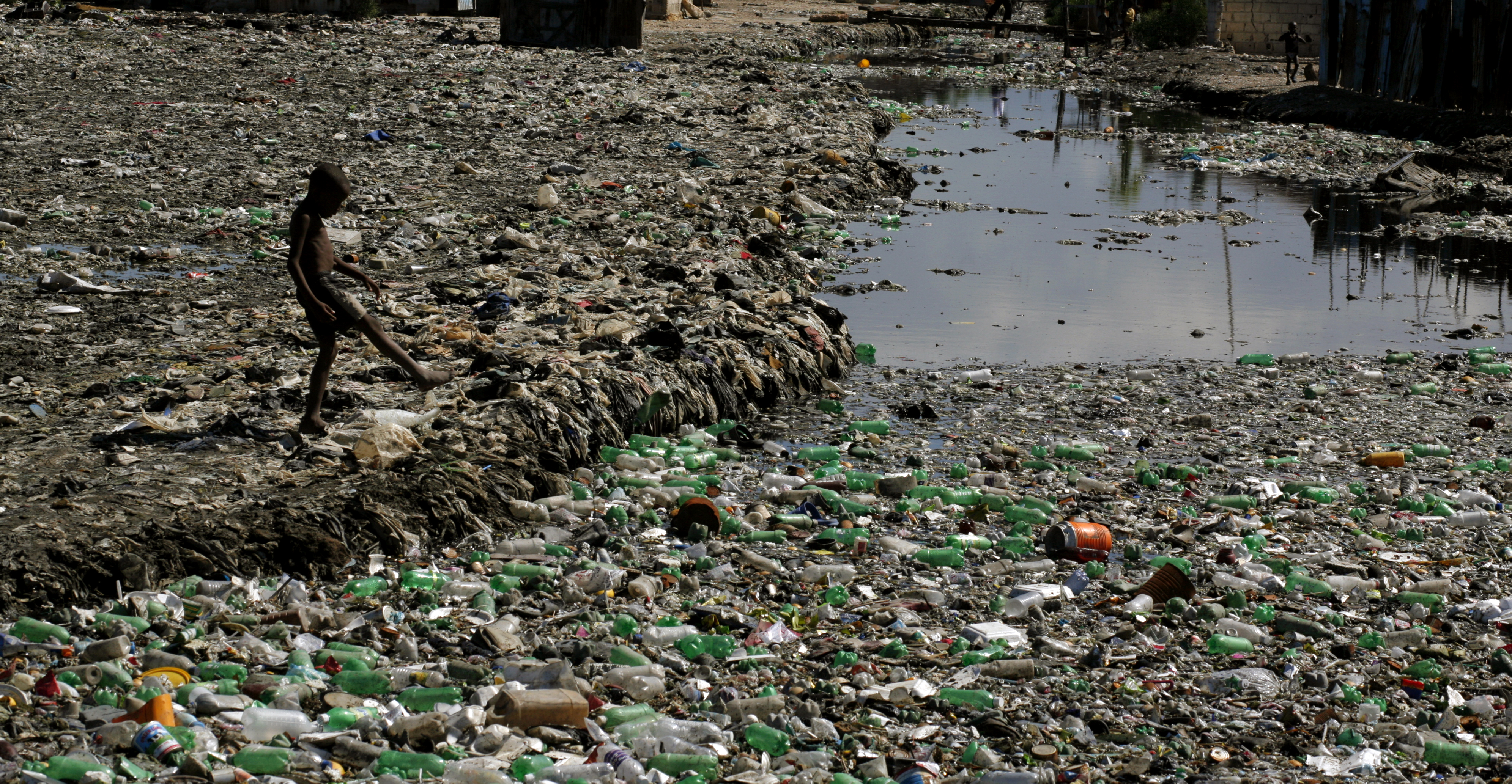
Menino em meio ao lixo na favela Cité Soleil, em Porto Príncipe, Haiti

O Haiti sofre com a escassez de mão de obra qualificada, desemprego generalizado e subemprego. A maioria dos haitianos na força de trabalho tem empregos informais. Três quartos da população vive com 2 dólares ou menos por dia. As remessas de haitianos que vivem no exterior são a principal fonte de divisas, equivalendo a um quinto (20%) do PIB e mais de cinco vezes as receitas das exportações em 2012. Em 2004, 80% ou mais dos diplomados universitários do Haiti viviam no estrangeiro. Ocasionalmente, as famílias que não têm condições de cuidar dos filhos podem enviá-los para viver com uma família mais rica como empregados domésticos. Em troca, a família deve garantir que a criança seja educada e receba alimentação e abrigo; no entanto, o sistema está aberto a abusos e revelou-se controverso, com alguns comparando-o à escravatura infantil.

### Turismo

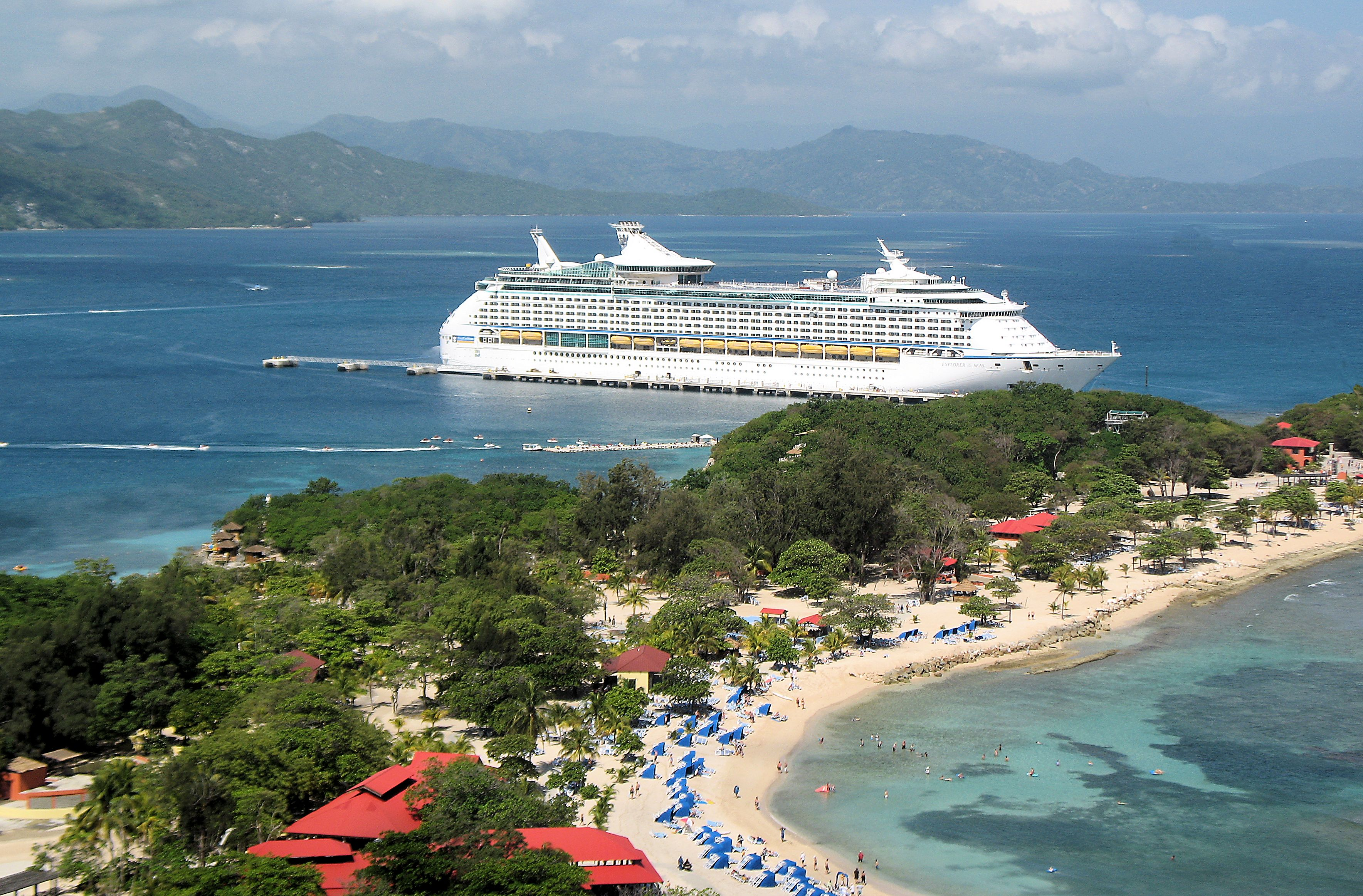
Labadee, um destino de cruzeiros no país.

Em 2012, o país recebeu 950 mil turistas (a maioria dos navios de cruzeiro) e esta indústria gerou 200 milhões de dólares em 2012. Em dezembro do mesmo ano, o Departamento de Estado dos Estados Unidos emitiu um alerta de viagem para o país, observando que apesar de milhares de cidadãos norte-americanos visitam com segurança Haiti a cada ano, os turistas estrangeiros foram vítimas de crimes violentos, incluindo assassinato e sequestro, predominantemente na região de Porto Príncipe.
Em 2012, vários hotéis foram abertos, como um hotel de quatro estrelas Marriott na área de Porto Príncipe e outros novos empreendimentos hoteleiros na capital e em Les Cayes, Cabo Haitiano e Jacmel. O Carnaval do Haiti tornou-se um dos mais populares do Caribe desde que o governo decidiu encenar o evento em uma cidade diferente a cada ano. O Carnaval Nacional normalmente é realizado em uma das maiores cidades do país (ou seja, Porto Príncipe, Cabo Haitiano ou Les Cayes), mas o de Jacmel também é muito popular e ocorre uma semana antes do outro, em fevereiro ou março.

## Infraestrutura

### Educação

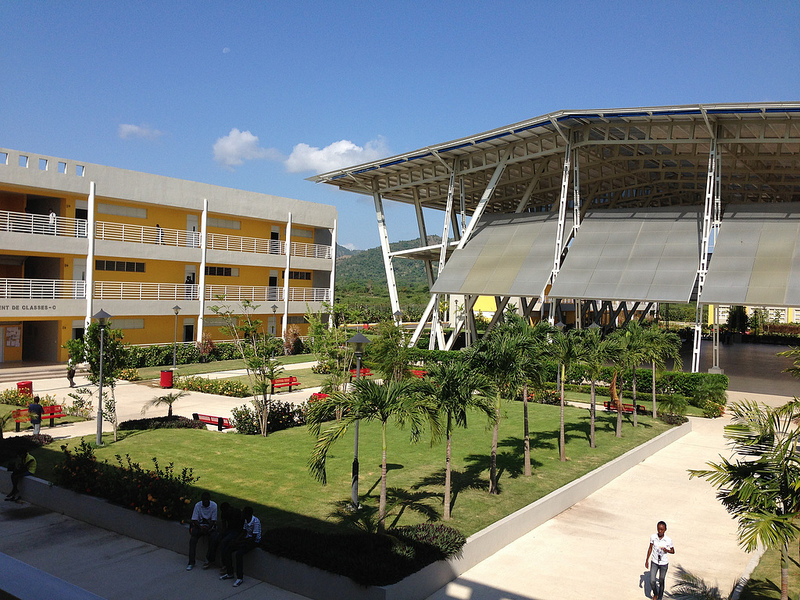
A Universidade Roi Henri Christophe em Limonade

O sistema educacional haitiano é baseado no sistema francês. O ensino superior, sob a responsabilidade do Ministério da Educação, é ministrado por universidades e outras instituições públicas e privadas. Mais de 80% das escolas primárias são geridas de forma privada por organizações não governamentais, igrejas, comunidades e operadores com fins lucrativos, com supervisão mínima do governo. De acordo com o Relatório dos Objetivos de Desenvolvimento do Milênio de 2013, o Haiti tem aumentado continuamente a taxa líquida de matrícula no ensino primário, de 47% em 1993 para 88% em 2011, alcançando a participação igual de meninos e meninas na educação.
Muitos reformadores defenderam a criação de um sistema educacional gratuito, público e universal para todos os alunos em idade escolar primária no Haiti. O Banco Interamericano de Desenvolvimento estima que o governo precisaria de pelo menos 3 bilhões de dólares para criar um sistema educacional que fosse financiado de maneira adequada. Após a conclusão bem-sucedida do ensino secundário, os alunos podem continuar no ensino superior. As escolas de ensino superior no Haiti incluem a Universidade do Haiti.

### Saúde

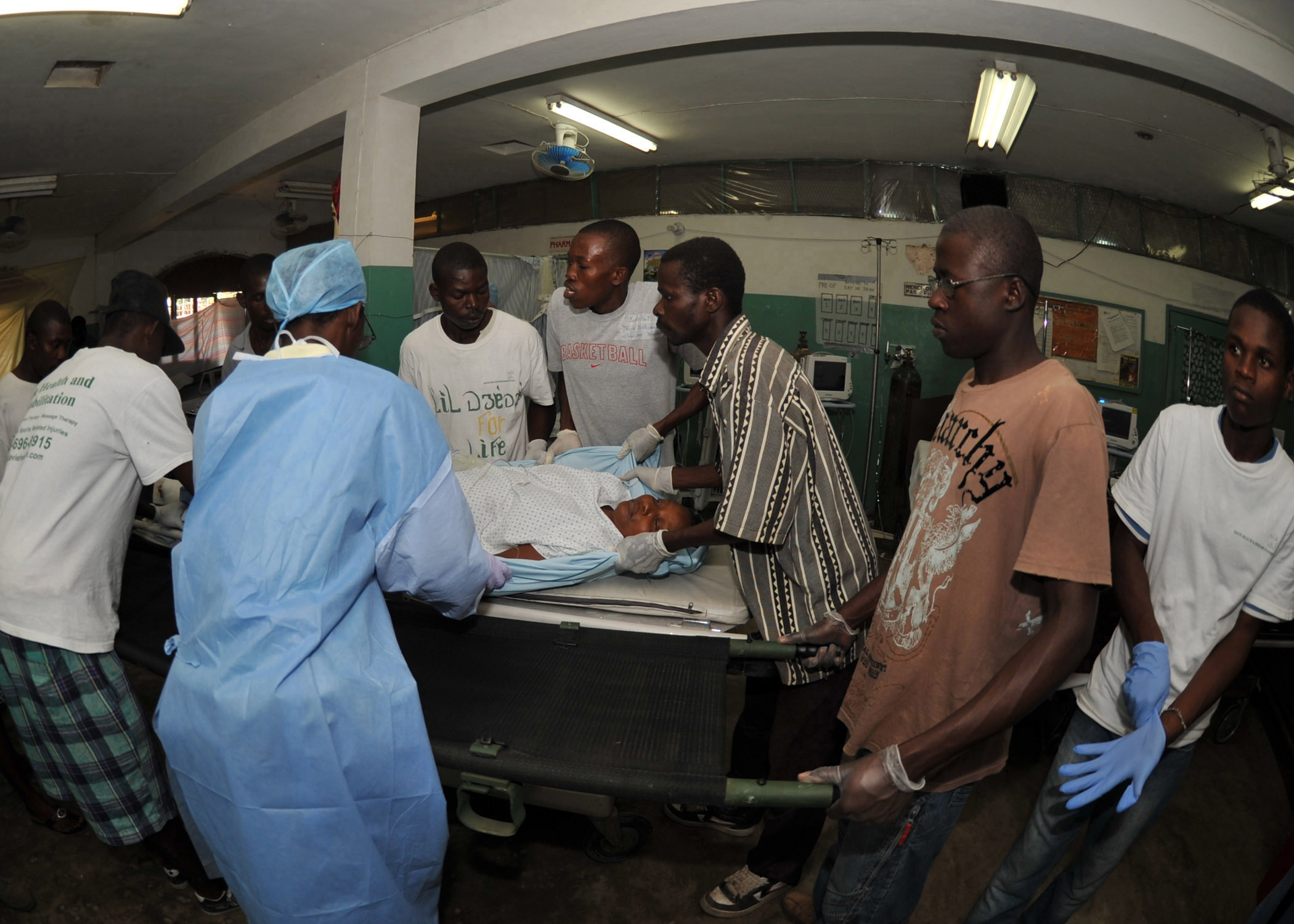
Equipe médica prepara uma mulher haitiana para cirurgia no hospital Milot em Cap-Haitian, Haiti, operado pela Fundação Crudem.

A esperança de vida, em 2016, era de 65,9 anos. Os homens viviam, em média, 63,2 anos, enquanto a expectativa de vida para as mulheres era de 68,7 anos de idade. Em 2022, a taxa de mortalidade foi de 7,23 mortes por 100 000 nascidos vivos e a taxa de natalidade registrada ficou em 21,12 nascimentos a cada 1 000 pessoas. Essas taxas vêm melhorando há décadas, graças ao fato de que o governo investe 4,7% de seu PIB nessa área, muito embora a densidade de médicos seja baixa: apenas 0,23 para cada 1 000 habitantes. Em 2013, o número de leito para cada 1 000 habitantes também era baixo (0,7). A obesidade é bastante alta, com 22,7% da população adulta sendo considerada obesa (dados de 2016), além de que 7,6% da população consome tabaco.
A Organização Mundial da Saúde (OMS) cita a predominância de doenças diarreicas, HIV/AIDS, meningite e infecções respiratórias como causas comuns de morte no Haiti. Cerca de 90% das crianças do Haiti sofrem de doenças transmitidas pela água e parasitas intestinais. A infecção pelo HIV é encontrada em 1,9% da população do país (est. 2015). A incidência de tuberculose é mais de dez vezes maior do que no resto da América Latina. Aproximadamente 30 000 haitianos adoecem com malária a cada ano.
No passado, as taxas de vacinação das crianças eram baixas – em 2012, apenas cerca de 60% das crianças no Haiti, com menos de 10 anos, estavam vacinadas. Recentemente, ocorreram campanhas de vacinação em massa com o objetivo de alcançar a vacinação de até 91% da população-alvo contra doenças específicas (sarampo, rubéola, dentre outras). A maioria das pessoas não detém transporte ou acesso a hospitais haitianos.

### Transportes

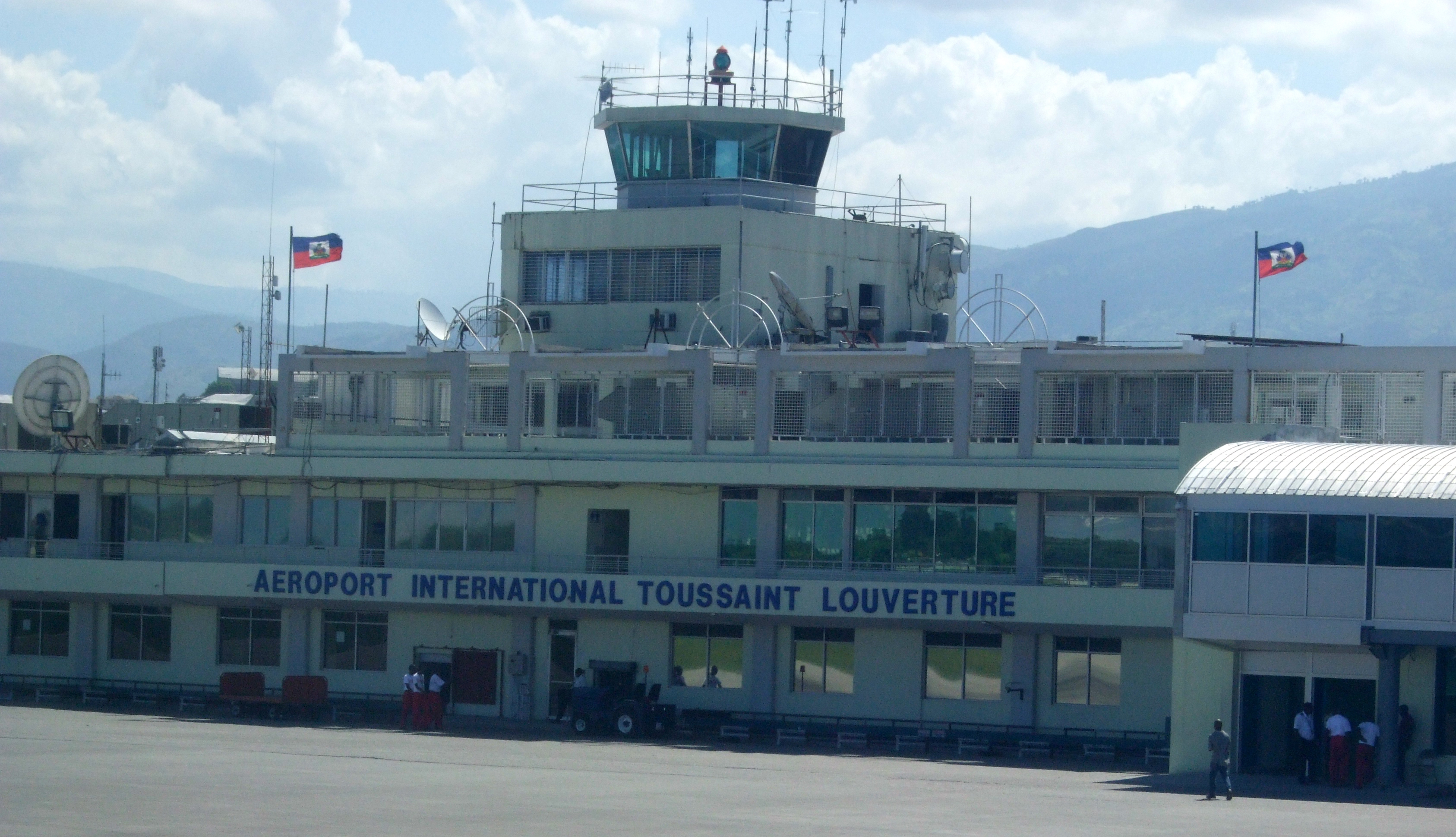
Aeroporto Internacional Toussaint Louverture em Porto Príncipe

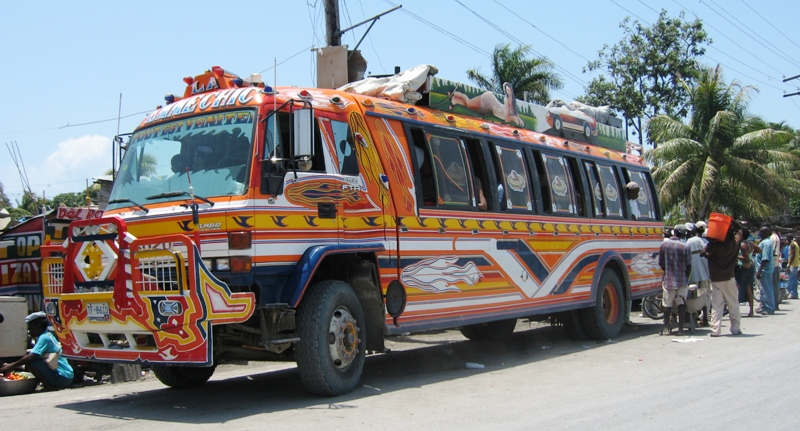
Um ônibus "tap-tap" em Port-Salut

O Haiti tem duas rodovias principais que vão de uma ponta a outra do país. A rodovia do norte, a Rodovia Nacional Um, tem origem em Porto Príncipe, serpenteando pelas cidades costeiras de Montrouis e Gonaïves, antes de chegar ao seu término no porto norte de Cap-Haïtien. A rodovia sul, a Rodovia Nacional Dois, liga Porto Príncipe a Les Cayes via Léogâne e Petit-Goâve. O estado das estradas haitianas é geralmente ruim, muitas delas esburacadas e intransitáveis em condições climáticas adversas.
Os tap-tap são ônibus ou picapes pintadas de cores coloridas que funcionam como táxis compartilhados. O nome vem do som dos passageiros batendo na carroceria de metal do veículo para indicar que desejam sair. Esses veículos para aluguel geralmente são de propriedade privada e amplamente decorados. Eles seguem rotas fixas, não partem até que estejam cheios e os passageiros geralmente podem desembarcar a qualquer momento. As decorações são uma forma de arte tipicamente haitiana.
No passado, o Haiti utilizou o transporte ferroviário; no entanto, a infraestrutura ferroviária foi mal conservada quando em utilização e o custo da reabilitação está além do que a economia local pode suportar. Em 2018, o Conselho de Desenvolvimento Regional da República Dominicana propôs uma ferrovia "trans-Hispaniola" entre os dois países, mas o projeto não foi adiante.
O Aeroporto Internacional Toussaint Louverture, localizado 10 quilômetros do centro de Porto Príncipe, na comuna de Tabarre, é o principal centro de entrada e saída do país.

### Energia

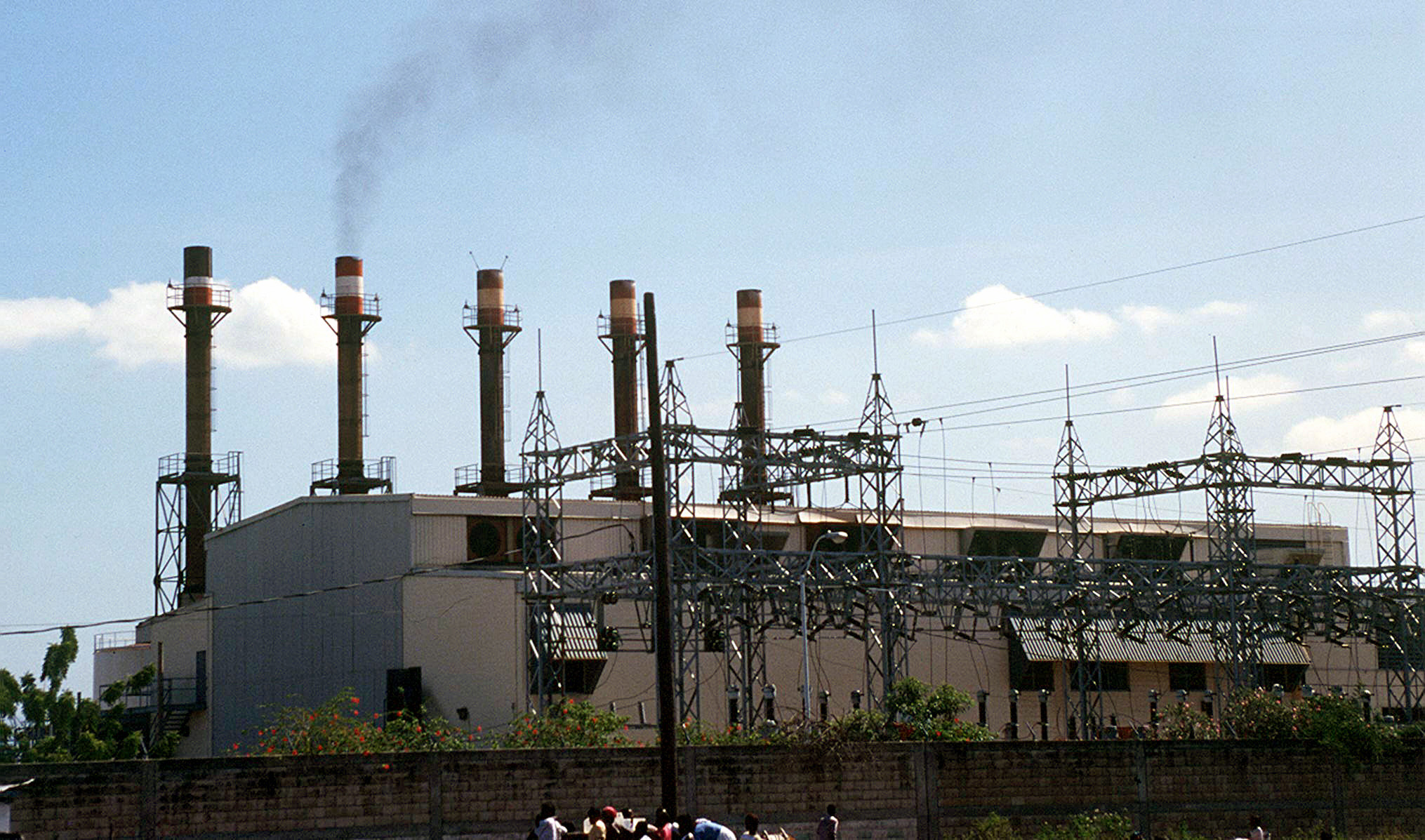
Usina de energia elétrica em Porto Príncipe

O Haiti depende de uma aliança petrolífera com a Petrocaribe para abastecer grande parte das suas necessidades energéticas. Nos últimos anos, no entanto, as energias hidrelétrica, solar e eólica têm sido exploradas como possíveis fontes de energia sustentáveis para o país.
Em 2017, entre todos os países das Américas, o Haiti é o que produz menos energia. Menos de um quarto do país tem cobertura de distribuição de energia elétrica. A maioria das regiões haitianas que possuem energia advinda de geradores, que costumam ser caros e produzem muita poluição. As áreas que recebem eletricidade sofrem com apagões diários, sendo que algumas áreas recebem apenas 12 horas de eletricidade por dia. A energia elétrica é fornecida por um pequeno número de empresas independentes: Sogener, E-power e Haytrac.
Não existe uma rede elétrica nacional no Haiti. A fonte de energia mais comum é a madeira, juntamente com o carvão. Cerca de 4 milhões de toneladas métricas de produtos de madeira são consumidas anualmente. Assim como o carvão e a madeira, o petróleo também é uma importante fonte de energia. Como o Haiti não pode produzir o seu próprio combustível, o país depende de importações. Anualmente, cerca de 691 mil toneladas de petróleo são importadas para o país. Atualmente apenas 27,5% da população haitiana tem acesso à electricidade; além disso, a agência nacional de energia só consegue satisfazer 62% da demanda de electricidade.

## Cultura
O Haiti tem uma identidade cultural duradoura e única, misturando costumes tradicionais franceses e africanos, misturados com conhecimentos consideráveis das culturas espanhola e indígena dos taínos.

### Arte

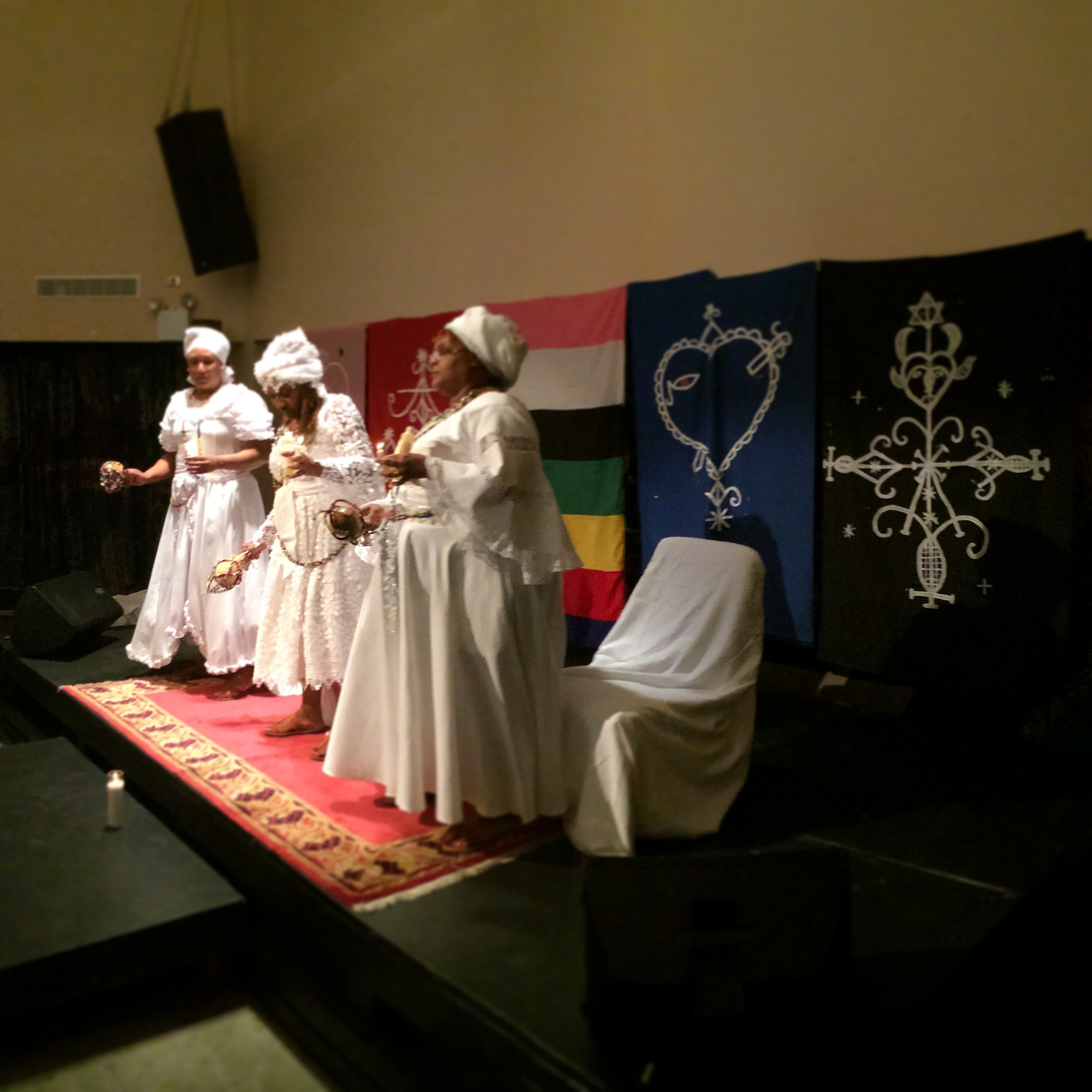
Cerimônia de posse da diáspora haitiana GwètòDe

A arte haitiana é distinta, principalmente por meio de suas pinturas e esculturas. Nos anos 1920, o movimento indigéniste (indigenista) ganhou reconhecimento internacional, com as suas pinturas expressionistas inspiradas na cultura haitiana e nas raízes africanas. Pintores notáveis deste movimento incluem Hector Hyppolite, Philomé Oban e Préfète Duffaut. Alguns dos principais artistas de tempos mais recentes incluem Edouard Duval-Carrié, Frantz Zéphirin, Leroy Exil, Prosper Pierre Louis e Louisiane Saint Fleurant. A escultura também é praticada no Haiti por artistas significativos, como George Liautaud e Serge Jolimeau.

### Musica e dança
A música haitiana combina uma ampla gama de influências provenientes das muitas pessoas que se estabeleceram no país. Reflete elementos franceses, africanos e espanhóis e outros que habitaram a ilha de Hispaniola, e pequenas influências nativas dos povos taínos. Os estilos de música exclusivos do Haiti incluem música derivada das tradições cerimoniais do vodu, música do gênero rara, baladas twoubadou, hip hop e merengue. Compas (konpa) é uma música complexa e em constante mudança que surgiu dos ritmos africanos e das danças de salão europeias, misturadas com a cultura burguesa haitiana. É uma música refinada, tendo o merengue como ritmo básico. O Haiti não tinha nenhuma música gravada até 1937, quando o músico Jazz Guignard foi gravado de forma não comercial.

### Literatura
O Haiti sempre foi uma nação literária que produziu poesia, romances e peças de teatro de reconhecimento internacional. A experiência colonial francesa estabeleceu a língua francesa como espaço de cultura e prestígio e, desde então, tem dominado os círculos literários. No entanto, desde o século XVIII tem havido um esforço sustentado para escrever em crioulo haitiano. O reconhecimento do crioulo como língua oficial do país levou a uma expansão da literatura nesta língua. Em 1975, o escritor haitiano Franketienne foi o primeiro a romper com a tradição francesa na ficção com a publicação da obra Dezafi, o primeiro romance escrito inteiramente em crioulo haitiano.

### Cozinha
O Haiti é famoso pela sua culinária crioula (relacionada à culinária cajun), e pela sua sopa joumou.

### Arquitetura

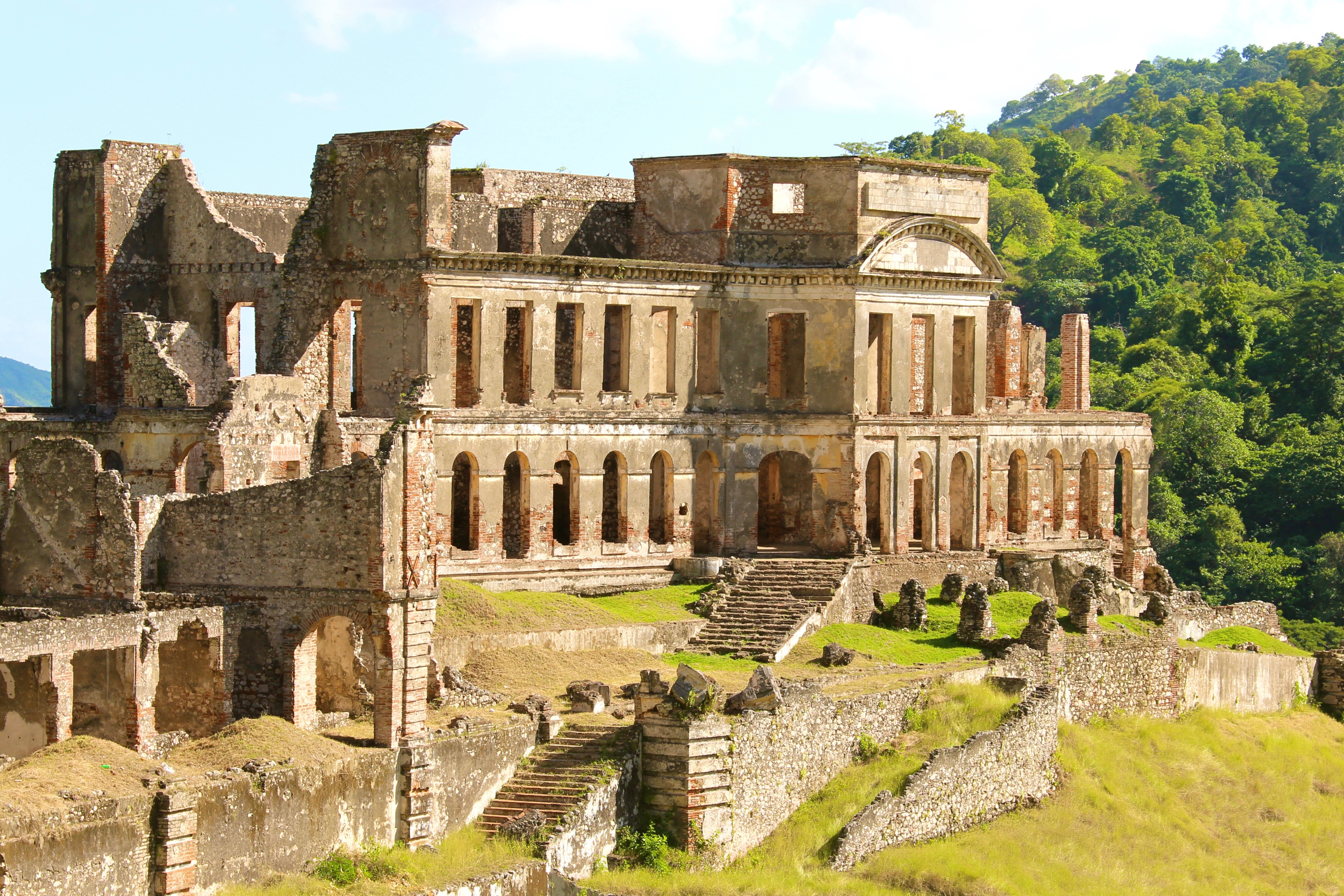
Palácio Sans-Souci, Parque Histórico Nacional, Haiti

Entre os principais monumentos nacionais do Haiti estão o Palácio Sans-Souci e a Citadelle Laferrière, inscritos como Patrimônio Mundial em 1982. Situadas no Maciço Norte do Norte, no Parque Histórico Nacional, as estruturas datam do início do século XIX. Os edifícios estavam entre os primeiros construídos após a independência do Haiti da França. A Citadelle Laferrière, a maior fortaleza das Américas, está localizada no norte do Haiti. Foi construída entre os anos de 1805 e 1820 e atualmente é referida por alguns haitianos como a oitava maravilha do mundo. O Instituto de Proteção do Patrimônio Nacional preservou 33 monumentos históricos e o centro histórico de Cap-Haïtien. Jacmel, uma cidade colonial que foi provisoriamente aceita como Patrimônio Mundial, foi amplamente danificada pelo terremoto no Haiti em 2010.

### Museus, folclore e festivais

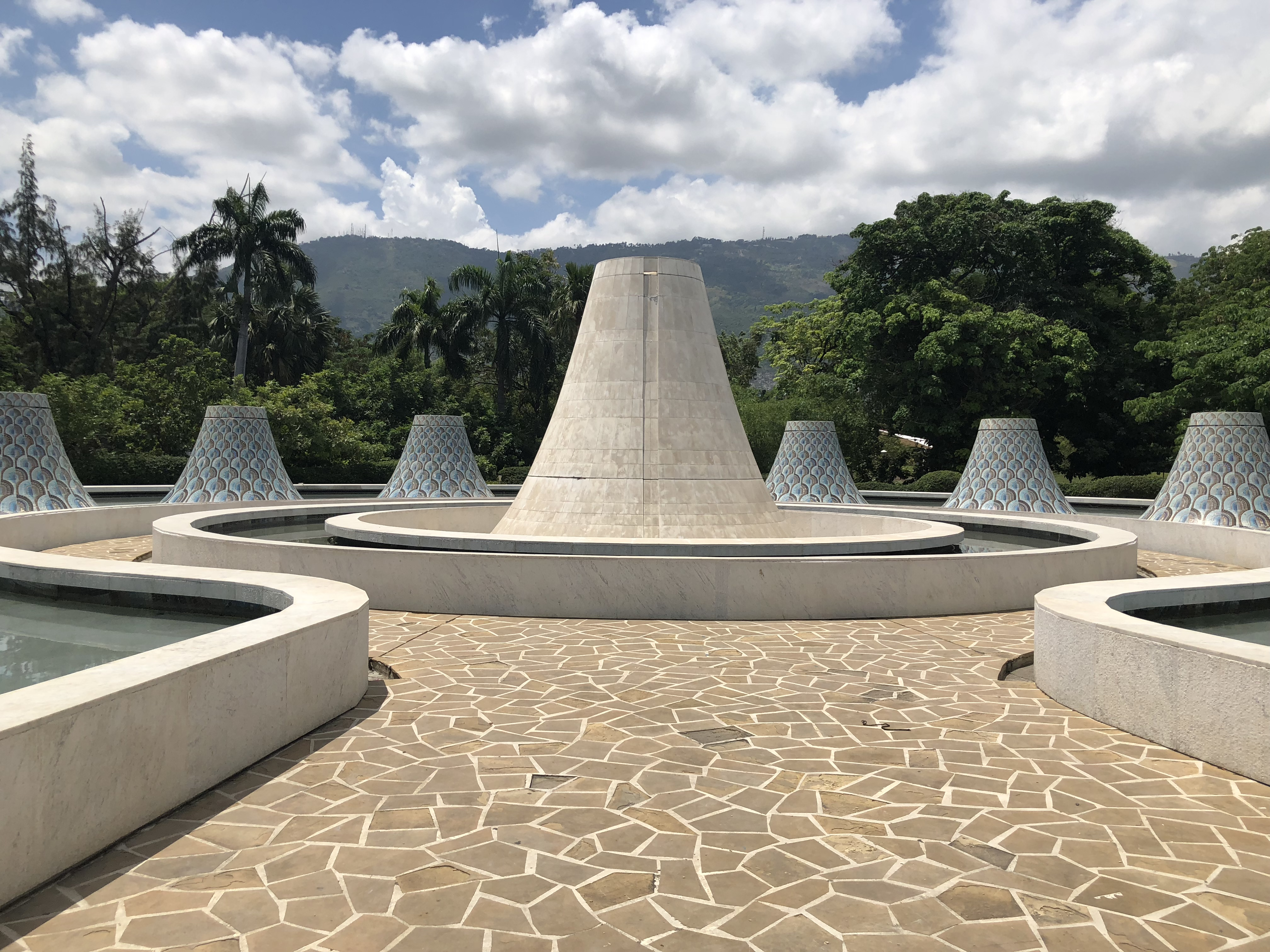
Museu do Panteão Nacional Haitiano (MUPANAH), em Porto Príncipe

A âncora do maior navio de Cristóvão Colombo, o Santa María, repousa no Museu do Panteão Nacional Haitiano (MUPANAH), em Porto Príncipe.
O Haiti é conhecido por suas tradições folclóricas, muitas das quais estão enraizadas na tradição do vodu haitiano. A crença em zumbis também é comum no país. Outras criaturas folclóricas incluem o lougarou.
O carnaval haitiano tem sido um dos carnavais mais populares do Caribe. Em 2010, o governo decidiu realizar o evento todos os anos numa cidade diferente fora de Porto Príncipe. O carnaval nacional segue o popular carnaval de Jacmel, que acontece uma semana antes, em fevereiro ou março. Rara é uma festa celebrada antes da Páscoa. O festival gerou um estilo de música carnavalesca.

### Esportes

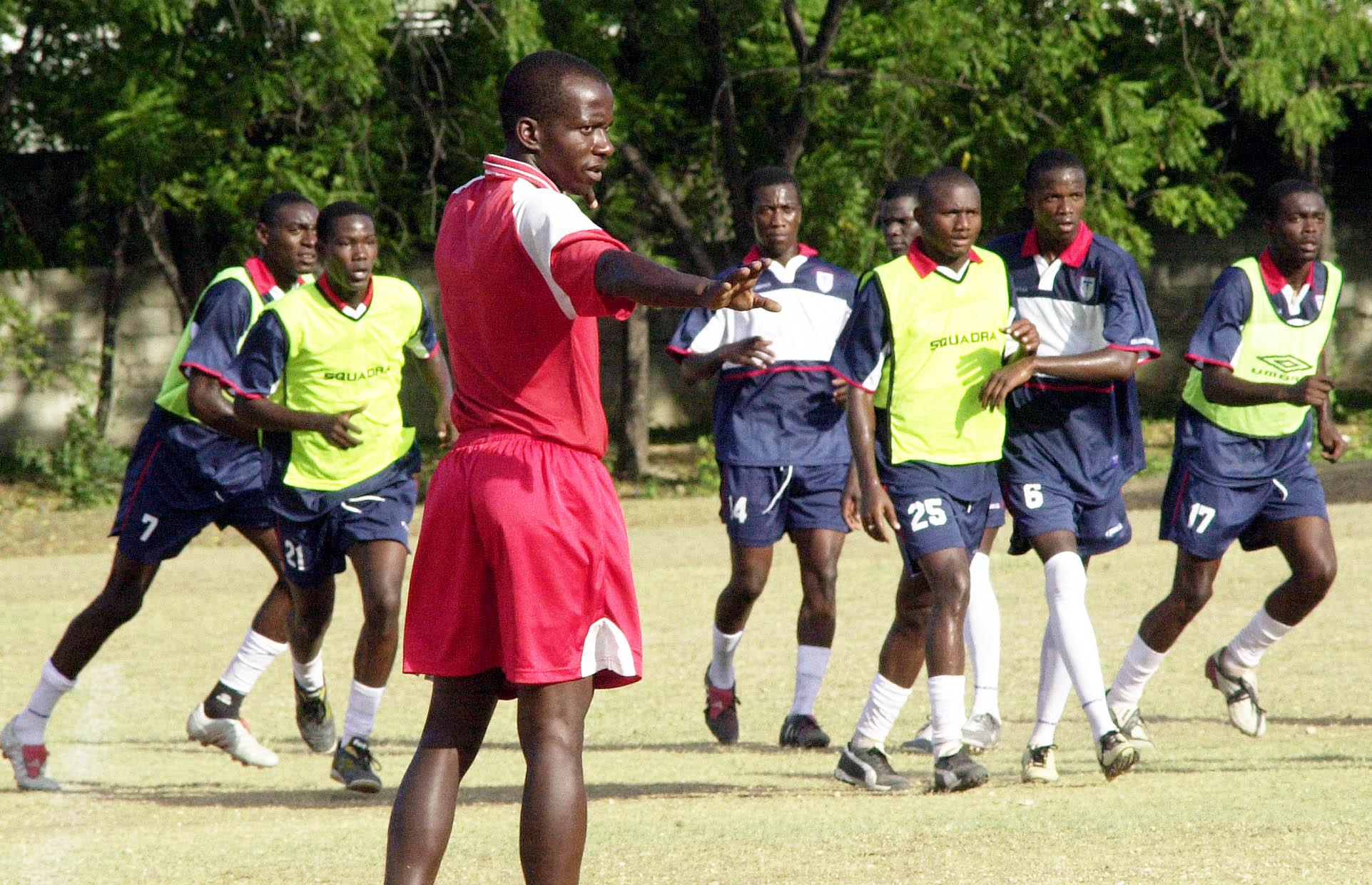
Treinamento da Seleção Haitiana de Futebol em Porto Príncipe, 2004

O futebol é o esporte mais popular no Haiti, com centenas de pequenos clubes competindo em nível local. No entanto, o basquete e o beisebol também estão crescendo em popularidade. O Stade Sylvio Cator é o estádio multiuso de Porto Príncipe, atualmente usado principalmente para jogos de futebol. Em 1974, a Seleção Haitiana de Futebol foi apenas a segunda seleção caribenha a chegar à Copa do Mundo FIFA. A seleção nacional venceu a Copa das Nações do Caribe de 2007. O Haiti participa dos Jogos Olímpicos desde o ano de 1900 e ganhou diversas medalhas. O jogador de futebol haitiano Joe Gaetjens jogou pela Seleção de Futebol dos Estados Unidos na Copa do Mundo FIFA de 1950, marcando o gol da vitória na vitória por 1–0 contra a Inglaterra.